# Cathédrale Saint-Étienne de Limoges
Cette  cathédrale n’est pas la seule cathédrale Saint-Étienne.
La cathédrale Saint-Étienne de Limoges est la principale église de Limoges et le siège de l'évêché de Limoges, dans le département français de la Haute-Vienne en région Nouvelle-Aquitaine.
Elle est située au cœur du vieux quartier de la Cité, contiguë aux jardins de l'Évêché avec ses terrasses surplombant la Vienne et son jardin botanique et jouxtant le musée des Beaux-Arts, ancien palais de l'évêché. C'est l'un des édifices les plus remarquables de la ville, avec la gare de Limoges-Bénédictins, et le seul monument religieux du Limousin qui soit construit en style gothique homogène malgré une édification qui s'échelonne du XIe au XIXe siècle.
L'édifice est classé au titre de monument historique français depuis 1862.
En septembre 2024, la cathédrale a été confiée par Mgr Pierre Antoine Bozo à la  Communauté Saint-Martin

## Histoire

### Origines paléochrétiennes et romanes
Construite dans une agglomération qui devait devenir la Cité, ville de l’évêque face au bourg du château du vicomte et de l’abbaye Saint-Martial, son origine est probablement paléochrétienne. En 1884, Antoine Héron de Villefosse publie une inscription qu'il a vue gravée sur un fragment «engagé dans le soubassement de la tour d'entrée de la cathédrale, pilier N.-E.», qui selon lui pouvait être un remploi de borne milliaire romaine. En 2005, un baptistère hexagonal que la datation probable situe au premier tiers du Ve siècle est exploré sur la face nord de la cathédrale. Le siège épiscopal de Limoges est attesté en 475 et Grégoire de Tours évoque l'église primitive qui doit être située sur l'emprise de l'édifice actuel. Des fouilles archéologiques à l'occasion des travaux de prolongation de la nef permettent en 1876 de mettre en évidence les soubassements de l'église carolingienne et de la nef romane. Le 16 juillet 817, l'empereur Louis le Pieux délivre à l'évêque de Limoges Régimpert deux diplômes, un diplôme d'immunité pour la cathédrale de Limoges et un diplôme pour son chapitre.
La cathédrale romane est édifiée vers 1013 sur l'initiative d'Hilduin ou Alduin, évêque de Limoges, elle est consacrée par le pape Urbain II en 1095. Cet édifice subit des incendies en 1074 et 1105 au cours des rixes entre le bourg cathédral et le bourg Saint-Martial du Vicomte. Il semblerait que la nef romane, initialement couverte en charpente, ait été voûtée en berceau d'ogive, après l'incendie de 1105. Restent visibles de la construction de cette époque les trois premiers niveaux du clocher-porche et la crypte sous le chœur.

### Construction gothique
Aimeric de la Serre, évêque de Limoges de 1246 à 1272, décide de reconstruire en plus grand la cathédrale et dans le nouveau style : l'opus francigenum ou style gothique, travaux qu'il finance avec sa fortune personnelle. Le plan est attribué sans preuve à Jean Deschamps ; la construction commence en 1273 et ne sera terminée qu'en 1888, par le rattachement du clocher d'origine romane (porche d'entrée roman) à la nef, enfin terminée.
L'édification commence par un chevet à déambulatoire dans le style caractéristique du gothique rayonnant du XIIIe siècle, il est plus grand et s'étend au sud et à l'est de l'ancien chœur roman et s'appuie sur le transept et la nef de l'ancienne cathédrale. Ces travaux, entre 1273 et 1320, se déroulent en sept à huit campagnes de construction, avec probablement quatre équipes différentes, mais en respectant l'esprit initial, manifeste pour l'art français comme à Bordeaux, Narbonne et Clermont. Les travaux s'interrompent une première fois en 1327, faute d'argent. Après avoir refait le pignon du bras sud du transept et sa rose, en 1378, la chapelle Saint-Martial et une partie du transept nord sont élevés, le clocher roman est renforcé par une imposante maçonnerie, pour supporter l'élévation gothique. Le chevet gothique et le transept reconstruit sont reliés à la nef romane et au clocher porche, au moins jusqu'en 1444. Après la guerre de Cent Ans, les deux travées orientales de la nef, jouxtant le transept, sont édifiées entre 1458 et 1499,.
Entre 1516 et 1541, les évêques Philippe de Montmorency (1517-1519), Charles Villiers de L'Isle-Adam (1522-1530) font construire le portail Saint-Jean, chef-d'œuvre limousin du gothique flamboyant, formant l'extrémité du bras nord du transept. Il permet d'inclure la chapelle Sainte-Valérie, ancien oratoire Saint-Martial, dans l'enceinte de la cathédrale et s'ouvre sur l'église Saint-Jean, construite au XIIIe siècle et détruite en 1791 ; cette église avait pris la place et la fonction baptismale du baptistère paléochrétien démonté au moment de sa construction.
Jean de Langeac (1533-1541) commande un jubé fermant le chœur ; il est édifié entre 1533 et 1534 d'après les dates gravées sur l'édifice, mais la statuaire due à Jean Arnaud, sculpteur tourangeau, date de 1536. En 1789, il sera déplacé contre le mur provisoire qui ferme à l'ouest les deux travées réalisées, selon les préconisations du concile de Trente pour rejoindre en 1888 le mur occidental de la nef, enfin achevée au-dessous de l'orgue. L'évêque relance aussi la construction des dernières travées de la nef, après la démolition de ce qui reste de la nef romane. Après sa mort, en 1541, le chapitre tente de poursuivre les travaux sous l'épiscopat de Jean du Bellay. Ils s'arrêtent pourtant à la suite du détournement des fonds destinés à la construction de la cathédrale. Les travées inachevées s'élèvent entre trois et dix mètres et sont à l'état de ruine au XIXe siècle.
Le 30 juin 1571, la foudre frappe la flèche en bois et l'incendie se propage au beffroi ; les onze cloches fondent sous l'effet de la chaleur. Les cloches sont refondues, et cinq sont réinstallées en 1575.

### Achèvement néogothique

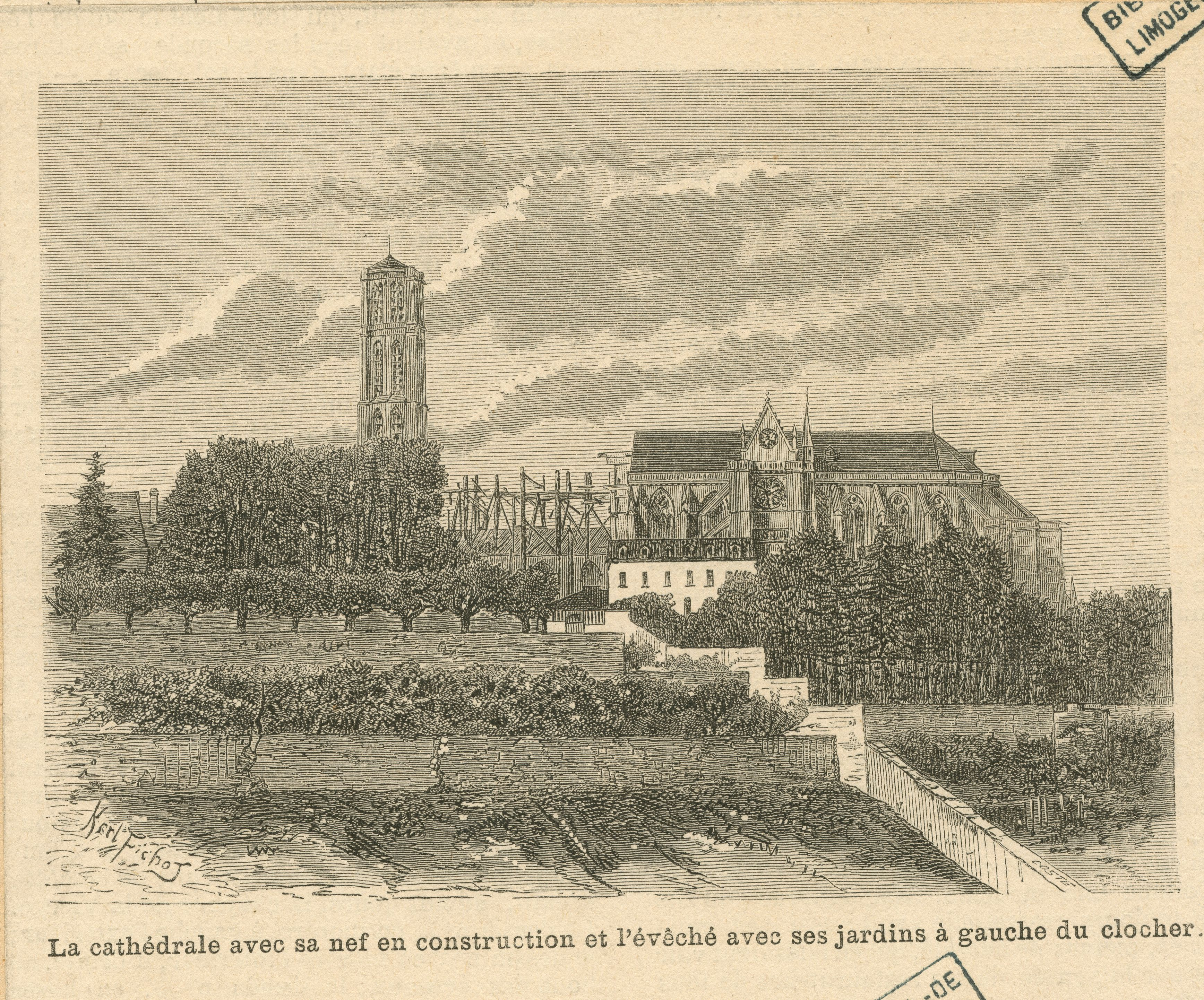
Construction de la nef, 1880, Bibliothèque numérique du Limousin.

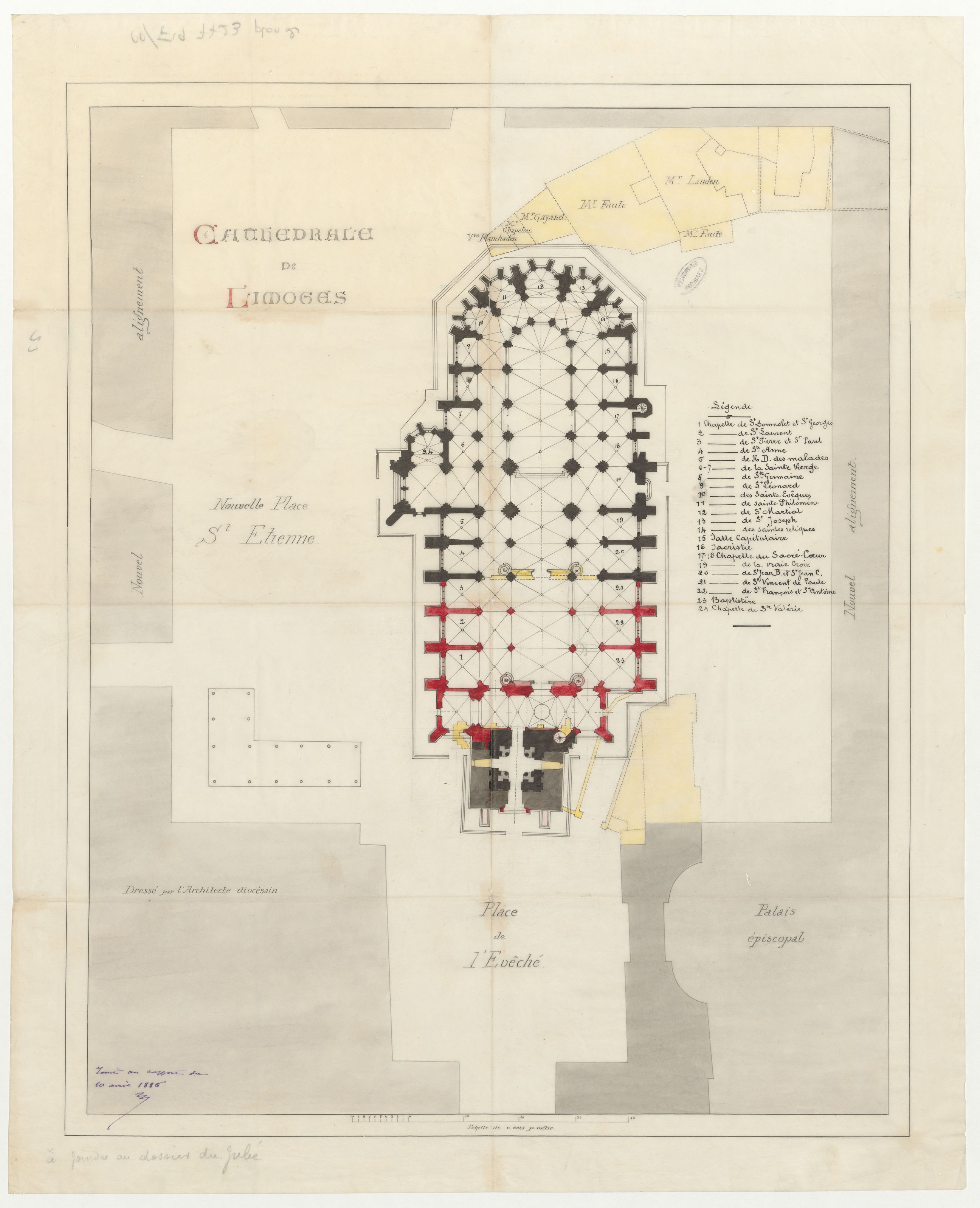
Plan de la cathédrale du XIXe siècle : les deux emplacements du jubé, le nom des chapelles et les destructions nécessaires autour de l'édifice.

Le XIXe siècle montre son intérêt pour étudier, restaurer et compléter la cathédrale. Une importante campagne de restauration concernant les pignons sud et nord du transept, les arcs-boutants, culées, terrasses et balustrade du chevet ainsi que des travaux à l'intérieur de l'édifice se déroulent de 1847 à 1852. La charpente, la couverture en ardoise et les dalles des terrasses des chapelles sont refaites à neuf. Tous ces travaux se font sous la direction de l'architecte Pierre Prosper Chabrol. Cet architecte reprend et édifie la partie supérieure du pignon nord du transept.
La cathédrale est classée au titre des monuments historiques par la liste des monuments historiques de 1862.
Les travaux d'achèvement de l'édifice reprennent en 1876 et sont inaugurés le 12 août 1888. Trois travées, reprenant le plan médiéval, terminent la nef. Un narthex permet la liaison avec le clocher-porche. Les architectes Bailly, Boulanger et Geay relèvent ces deux défis : aménager l'entrée occidentale et la jonction du clocher situé dans l'axe de l'ancienne nef romane mais excentré au nord de la nouvelle nef, et réaliser par le respect du plan médiéval et des matériaux un édifice homogène malgré les huit cents ans de son édification.

### Restaurations récentes
Depuis le concordat de 1801 et la loi de 1905, la cathédrale relève de l'État et les travaux sont gérés par la DRAC de Nouvelle-Aquitaine.
En 2005, l'explosion d'une bonbonne de gaz provoquée par un acte de vandalisme, sur un chantier du chœur, pulvérise des vitraux du XIXe siècle, remployant des éléments du XIVe, et ébranle l'édifice. En 2021 les vitraux sont toujours en cours de restauration.
Les derniers chantiers en cours sont la rénovation des façades, terrasses et balustrades ainsi qu'à l'intérieur la remise en état de l'orgue, la poursuite de la réhabilitation des vitraux et du réaménagement des espaces intérieurs. À la suite de l'incendie de Notre-Dame de Paris l'état établit un plan de relance dit plan cathédrale de restauration et mise aux normes de ces monuments, la rénovation et la mise aux normes électriques s'inscrivent dans ce cadre.

### Usages contemporains
La cathédrale est le siège du diocèse de Limoges qui regroupe les deux départements de la Haute-Vienne et de la Creuse soit environ 500 000 habitants, son évêque, Pierre-Antoine Bozo, a été nommé le 11 mai 2017. Elle est également avec l'église Sainte-Marie la plus importante des dix paroisses du grand Limoges. Étape de la Via Lemovicensis sur les Chemins de Compostelle, elle propose un accueil spécifique aux pèlerins.
Ouverte de 09h à 17h du 1er novembre au 31 mars et de 09h à 18h du 1er avril au 31 octobre, elle est un monument emblématique de la ville de Limoges, ville d'art d'histoire,.

## Plan
Le plan est en croix latine avec transept à bras court, il est la conséquence des étapes de la construction de l'édifice gothique. Les dimensions et l'emplacement du transept sont fixées par la conservation de l'emprise du transept roman : en 1327 pour le mur oriental du transept après achèvement du chœur, en 1344 par la reconstruction de la façade sud du transept et par la reprise des travaux en 1458 avec l'édification du mur occidental du transept et des deux premières travées de la nef. Le bras méridional est plus court que le bras nord à cause du décalage au sud de l'axe de la construction du chevet et de la nef gothiques par rapport au plan de l'édifice roman.
Le clocher-porche a une base carrée dont l'emprise est augmentée par un renforcement épais sur les trois faces libres sans doute à la fin du XIVe siècle. Il  comprend sept étages, les trois premiers, dont le porche, sont une construction romane du XIe siècle contemporaine de la construction de la nef. Les quatre étages supérieures sont gothiques du XIIIe siècle, le premier est carré, les trois supérieurs sont octogonaux avec quatre contreforts sous forme de tourelles octogonales aux quatre angles du carré. Une toiture basse couvre le dernier étage.
Le narthex est une invention des architectes de la fin du XIXe siècle, il assure la continuité entre la nef et le clocher et permet l'entrée par le porche de la tour ou par une porte latérale de chaque côté de celle-ci. La nef à cinq travées est de type basilical à claire-voie, chacun des deux collatéraux est bordé de chapelles à chaque travée. Le transept est étroit, son bras sud ne dépasse pas les chapelles de la nef, le bras nord avec une travée supplémentaire abrite la chapelle Sainte-Valérie Saint-Martial et son abside orientale et se termine par un pignon monumental, le portail Saint-Jean. Le chevet est constitué d'un chœur avec trois travées rectangles et d'un rond-point à huit pans. Il est entouré d'un déambulatoire correspondant aux collatéraux de la nef, il distribue les chapelles rayonnantes de plan carré au droit des travées et polygonales précédées d'une travée étroite pour les cinq du fond de l'abside.
Inclinée de trente-cinq degrés vers le nord-ouest par rapport à l'orientation stricte, ses mensurations extérieures sont environ de 102 mètres sur 44 mètres.

## Description extérieure
Le clocher à base carrée, décentré vers le nord, signe l'origine romane de l'édifice. Il est du XIe siècle, contemporain de la construction de la nef initiale. L'épaisse chemise qui entoure et consolide sa base depuis le XIVe siècle obture les ouvertures des niveaux romans, elle permet de supporter les quatre étages gothiques, carré pour le premier puis octogonaux pour les trois supérieurs, avec quatre contreforts sous la forme de tourelles octogonales aux quatre angles du carré. Une toiture basse couvre le dernier étage, en remplacement de la flèche en pierre détruite par la foudre en 1483.
Le narthex qui relie le clocher porche à la nef apparaît bas entre le clocher de 62 mètres et la façade de la nef. Cette façade est encadrée de deux tourelles octogonales encadrant la grande rosace, le pignon triangulaire, orné d'une petite rose sculptée, laisse courir à sa base une galerie ajourée en pierre, c'est la galerie supérieure qui fait le tour de l'édifice à la base du toit. De chaque côté de la nef un système double d'arc-boutant s'appuyant sur des culées minces mais larges, surmontées de pinacles et portant les gargouilles, encadrent les chapelles latérales. Une deuxième galerie borde les terrasses des chapelles, elle contourne par l'extérieur les culées des contreforts tout autour de l'édifice. La base des culées, plus épaisse, sépare chaque chapelle rayonnante.

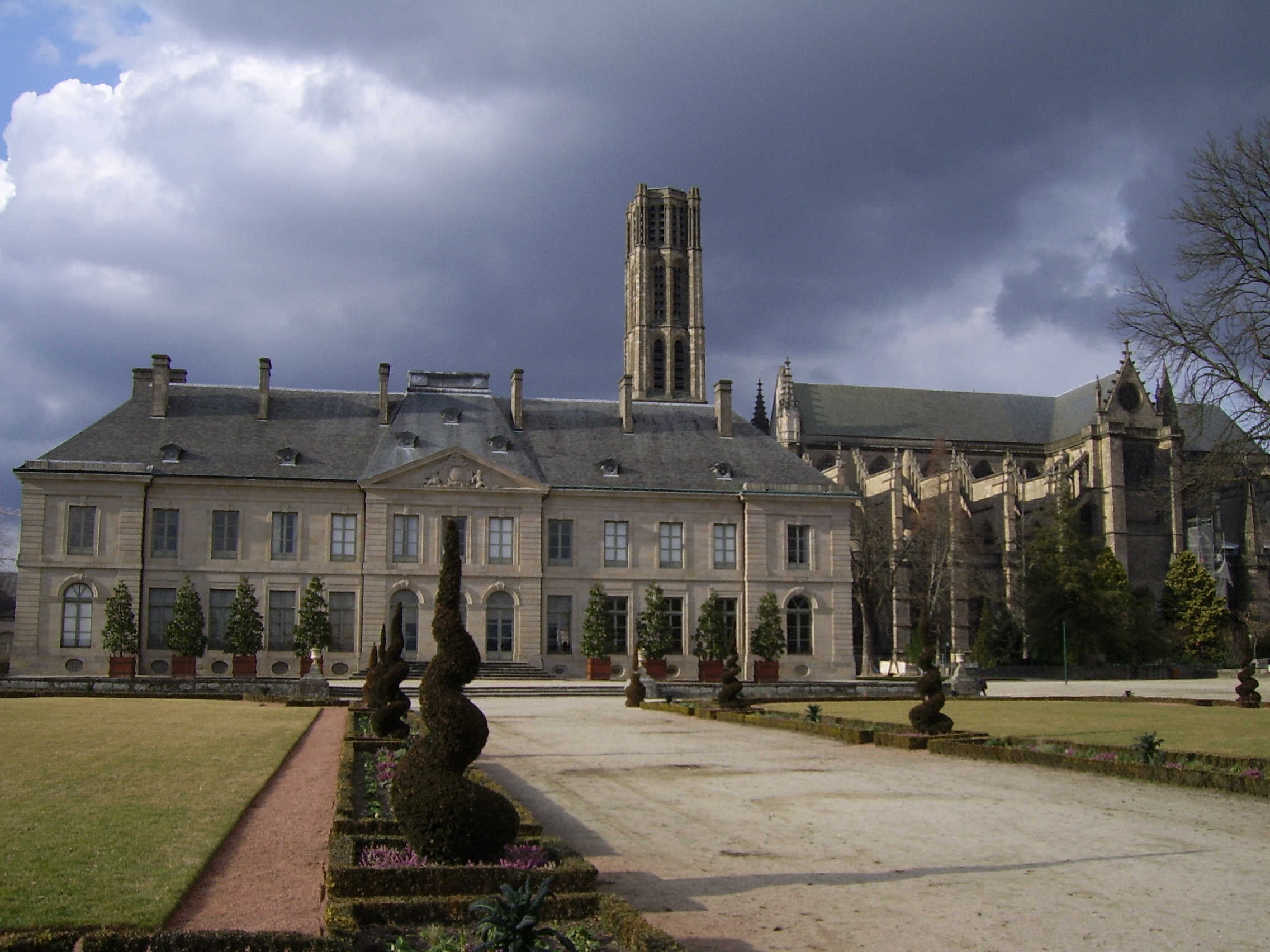
La cathédrale Saint-Étienne, le musée de l'Évêché et le jardin de l'Évêché.
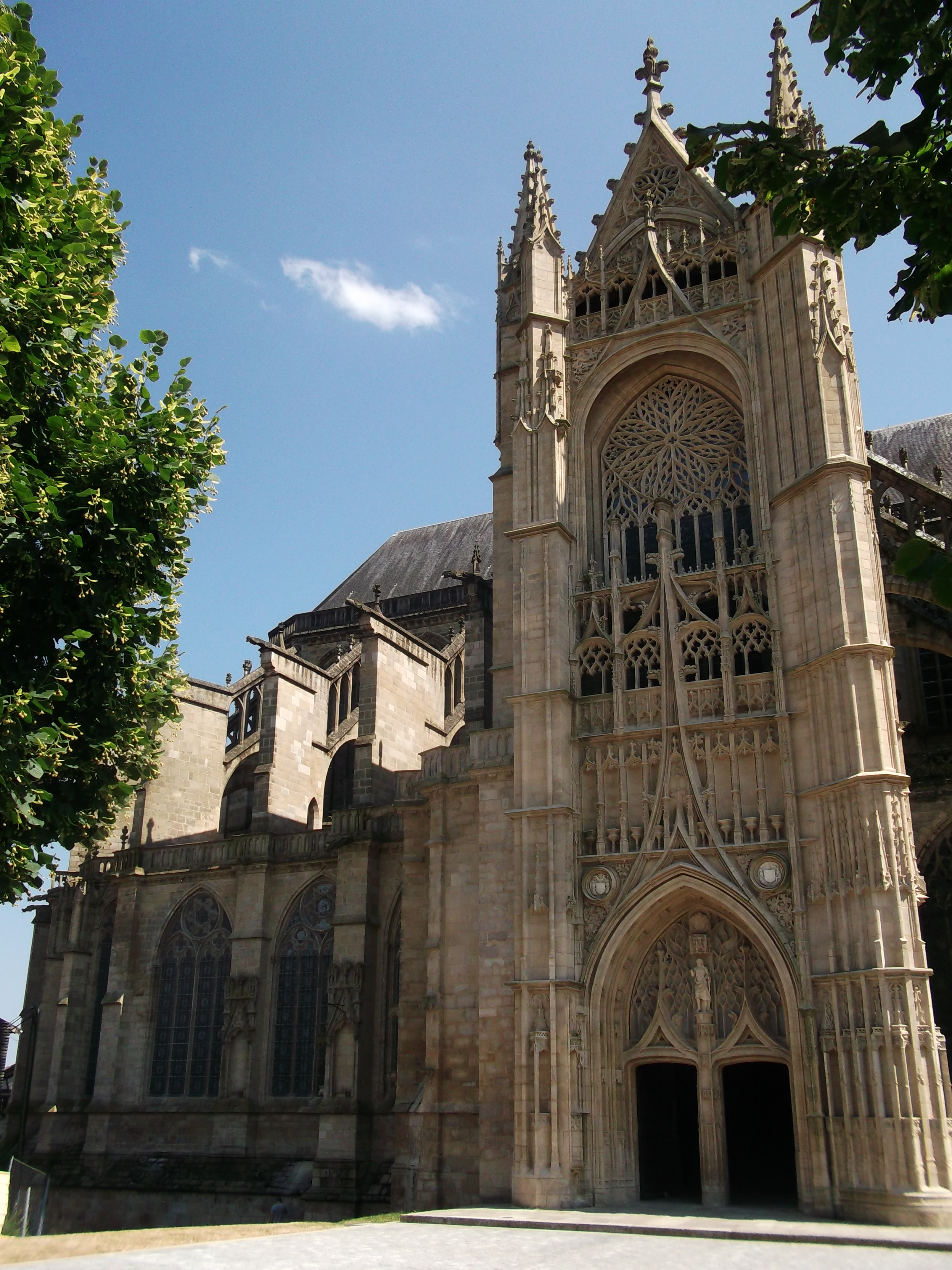
Transept nord et chevet.
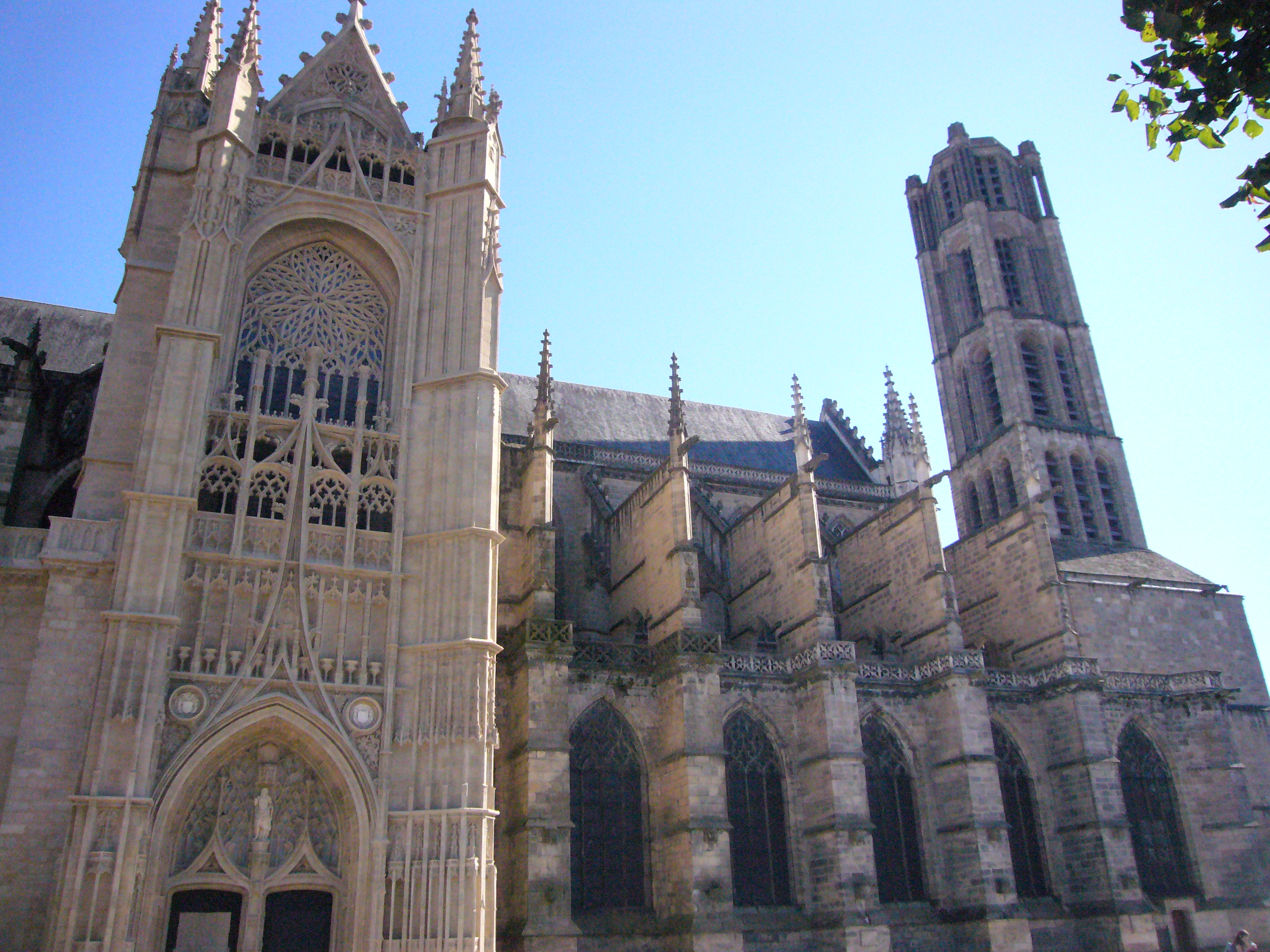
La cathédrale en 2010, transept nord, nef et clocher.
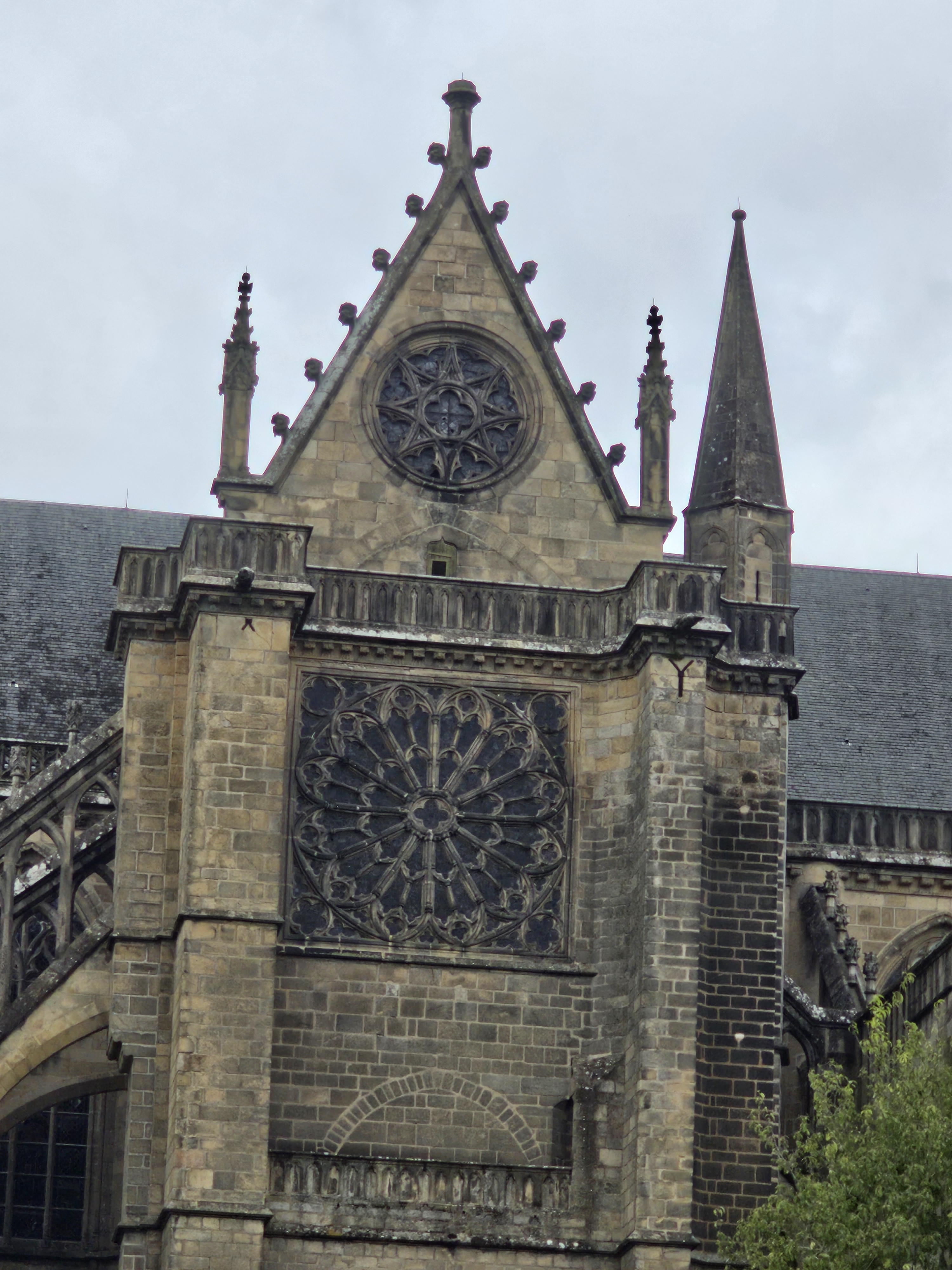
Face sud du transept.
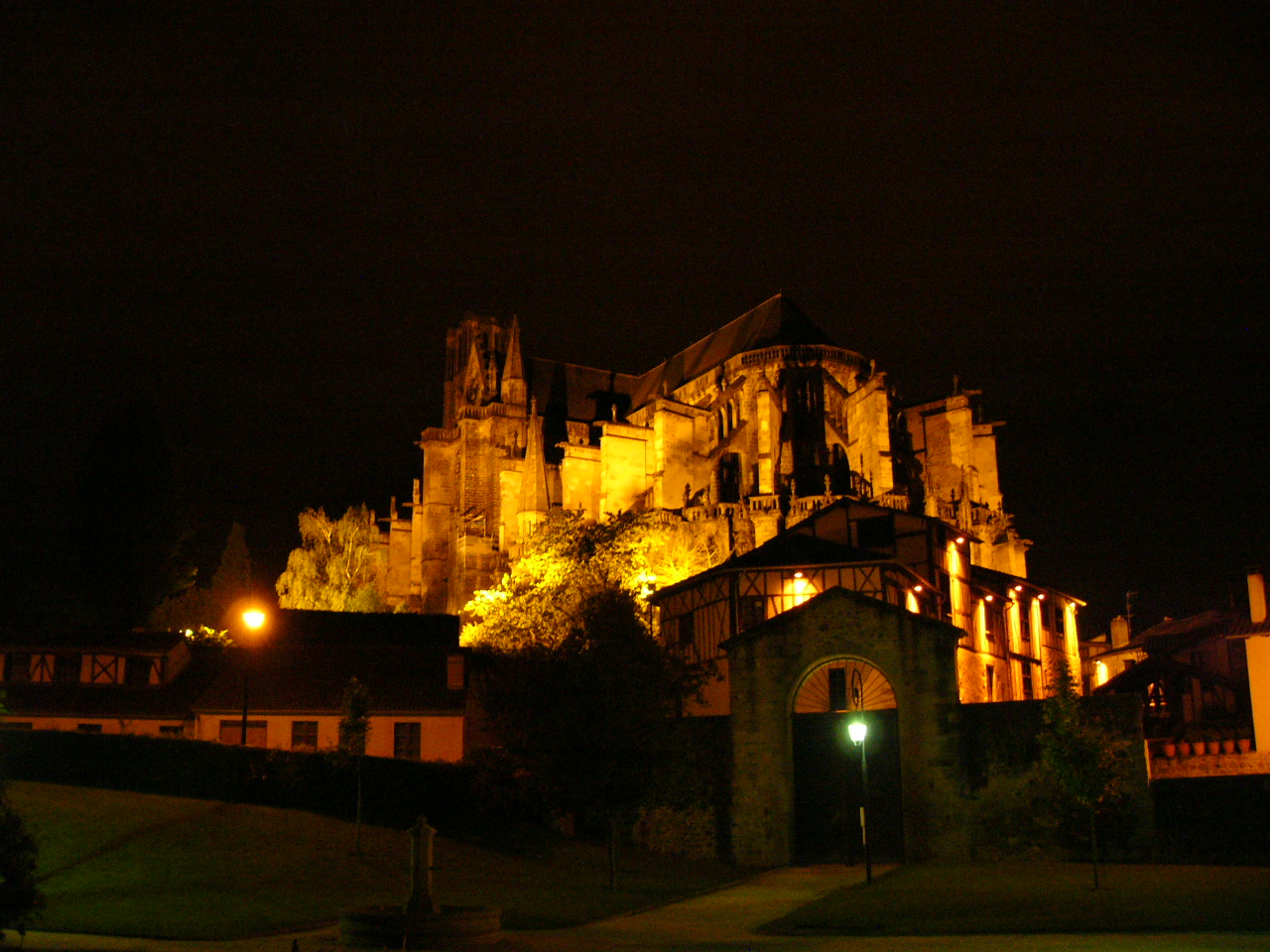
La cathédrale de nuit.

Gros plans sur les gargouilles de la cathédrale de Limoges.
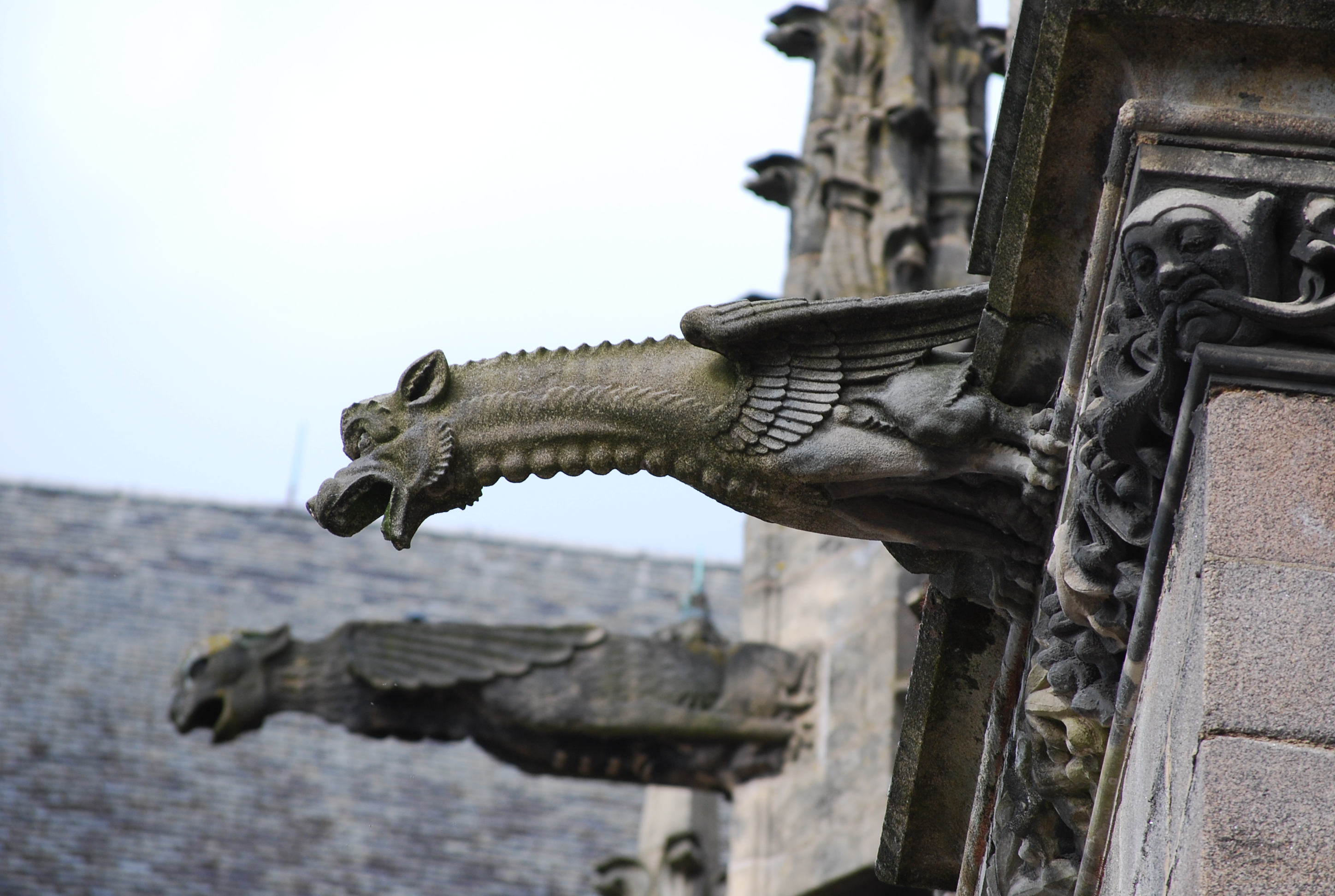
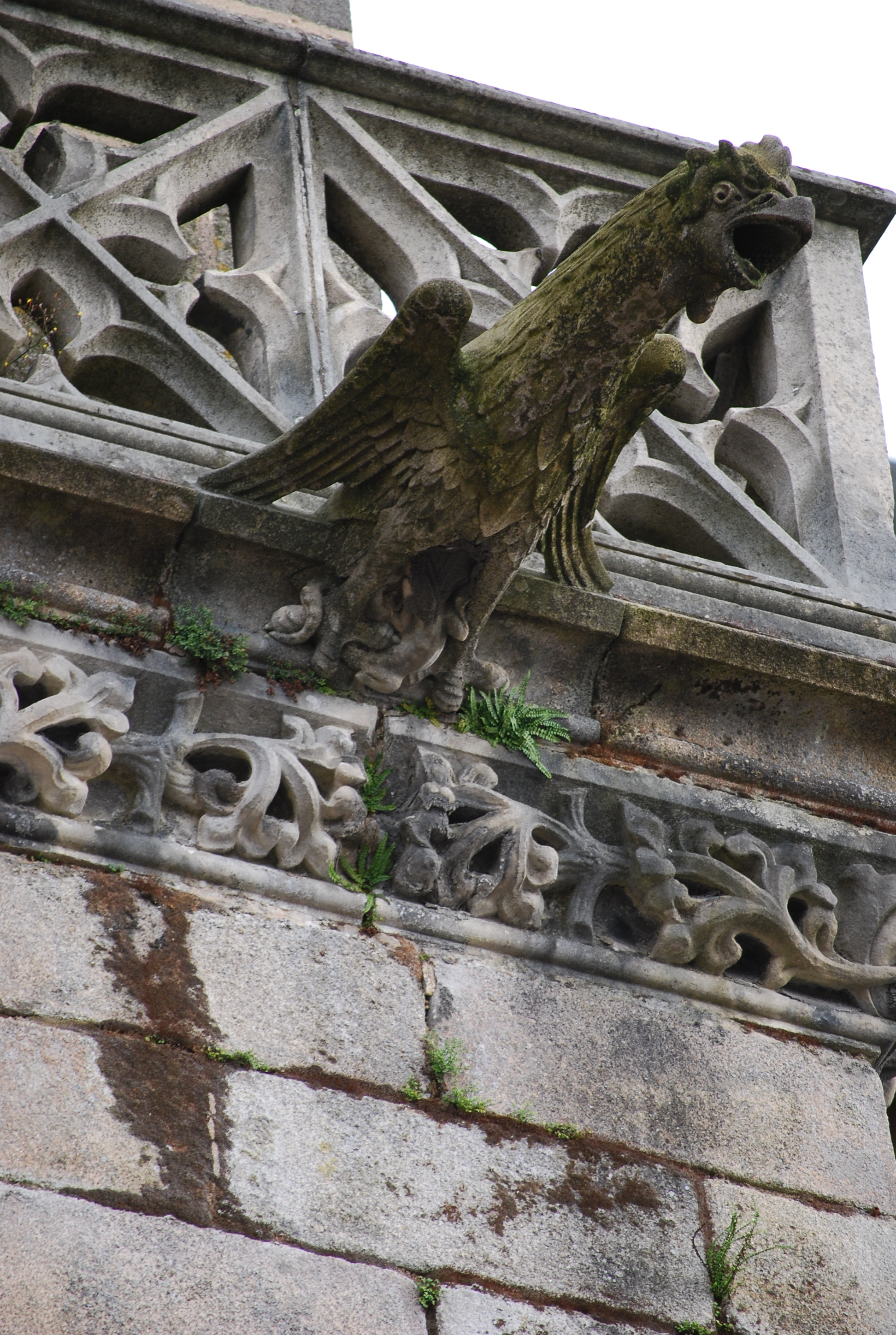
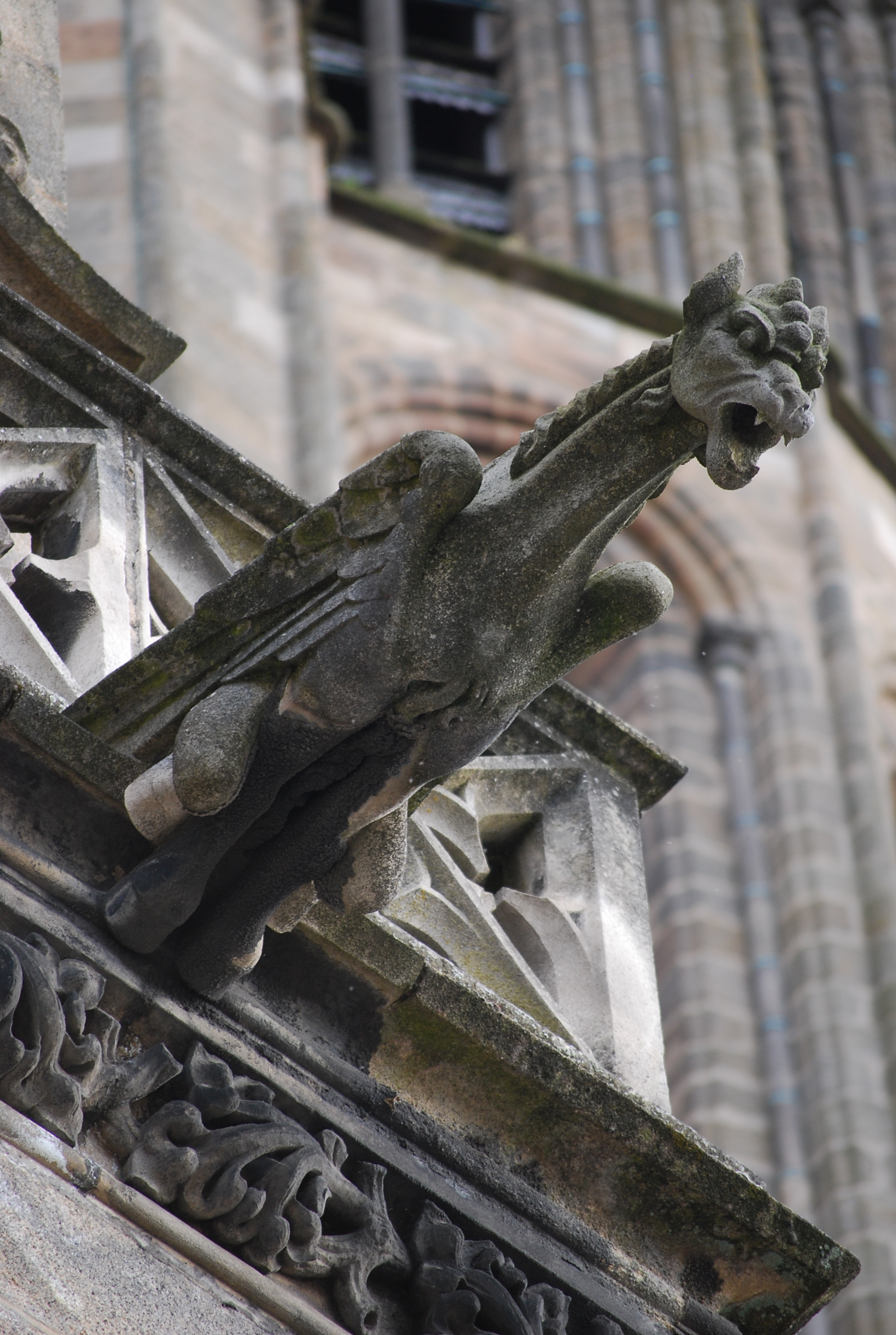
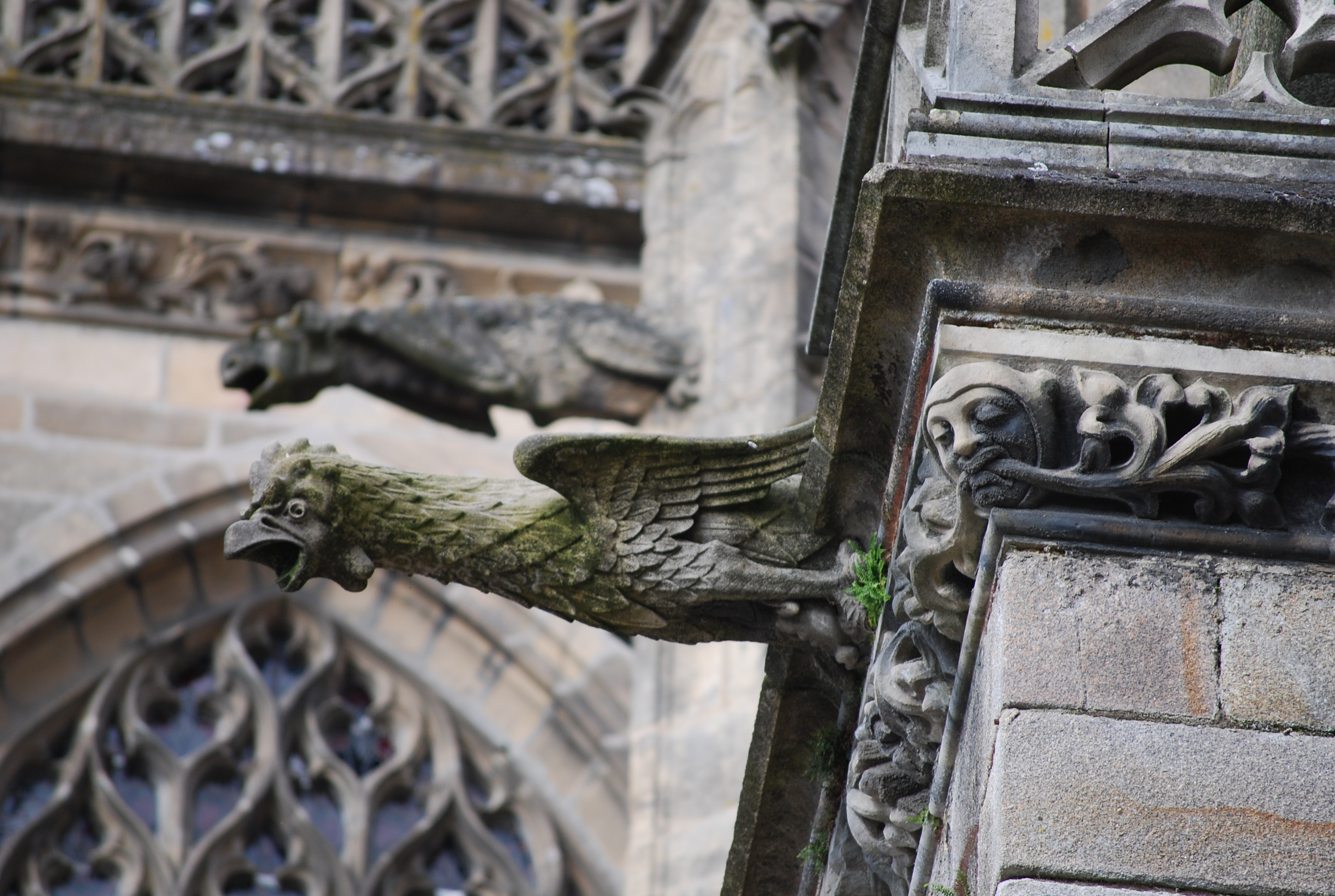
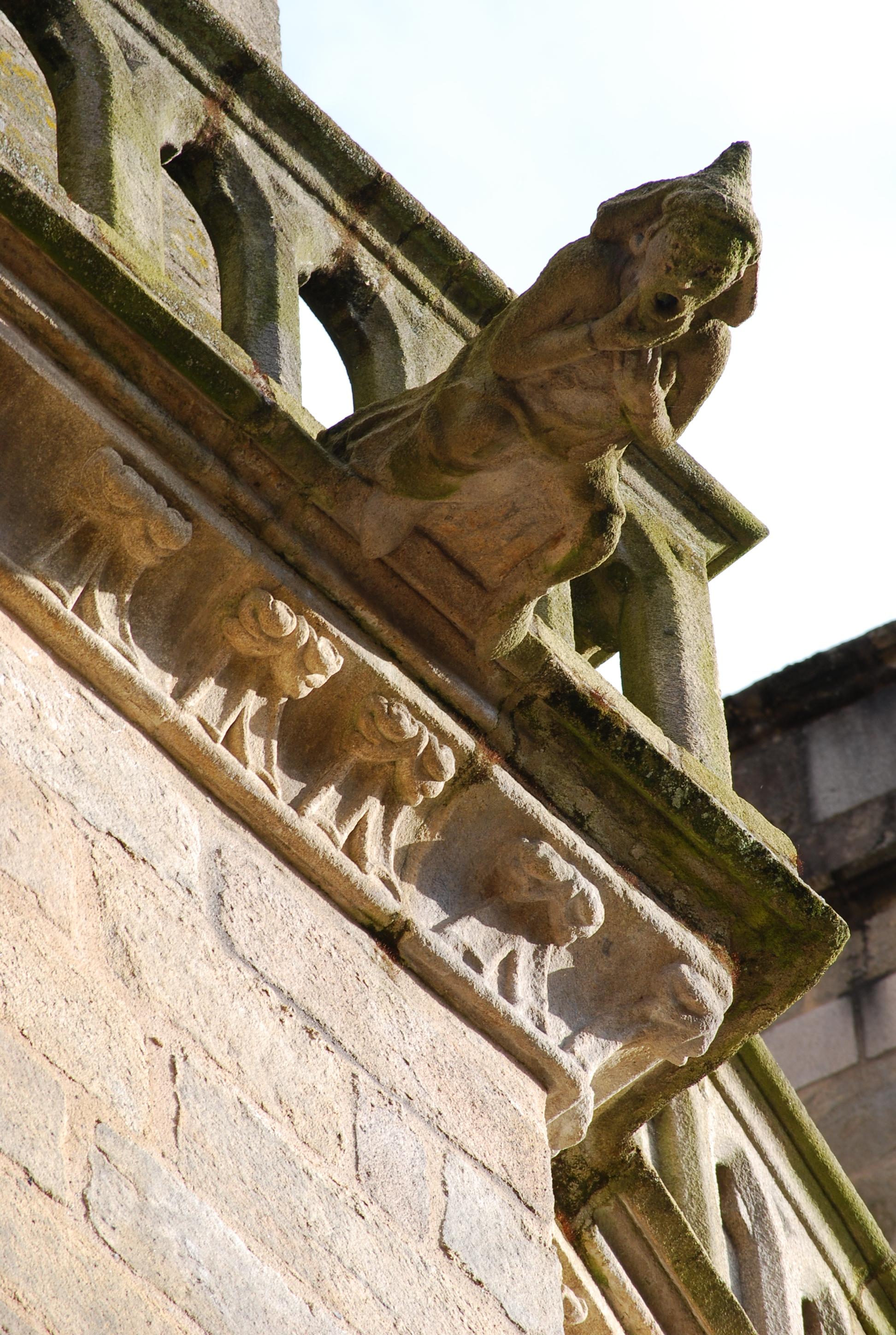
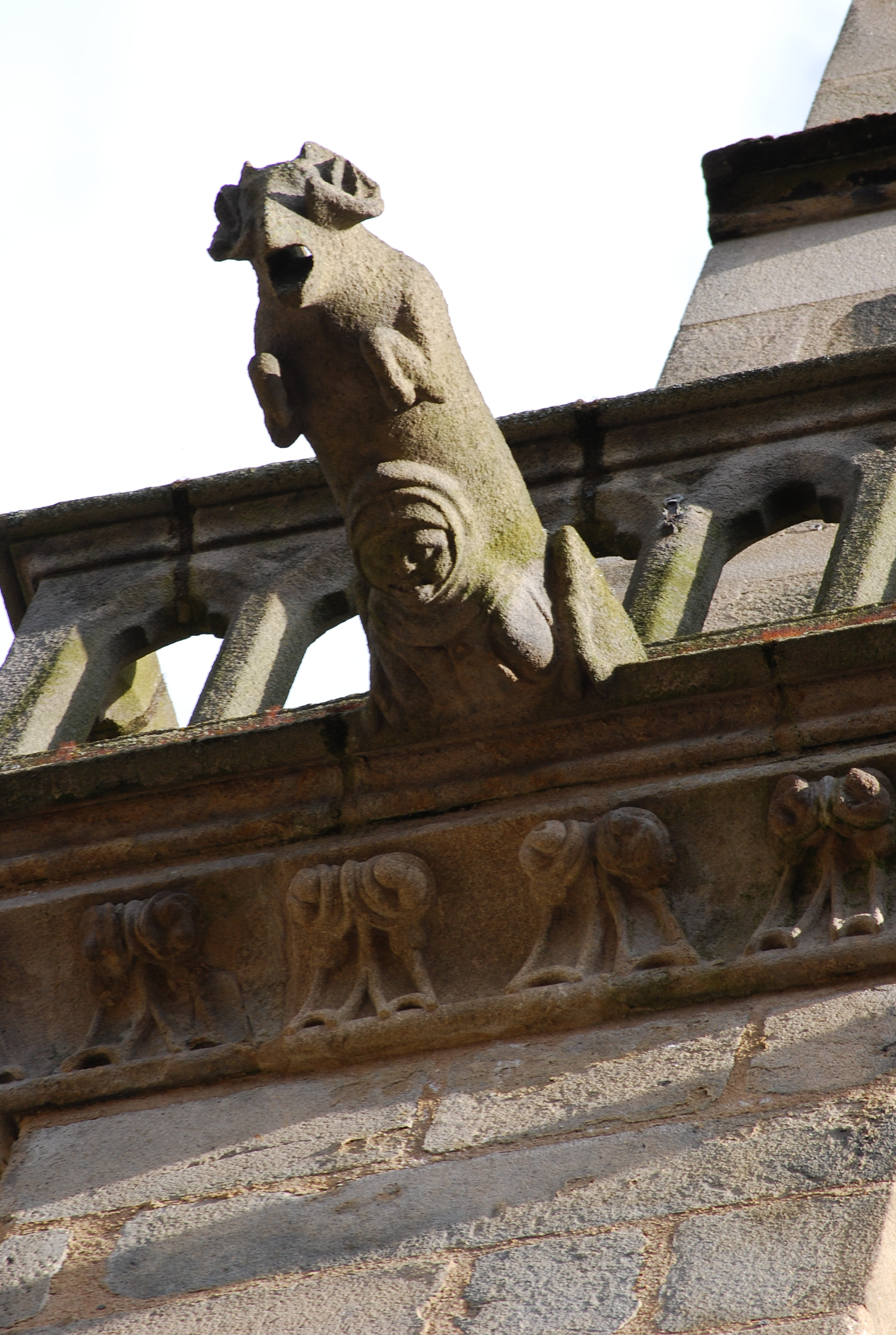
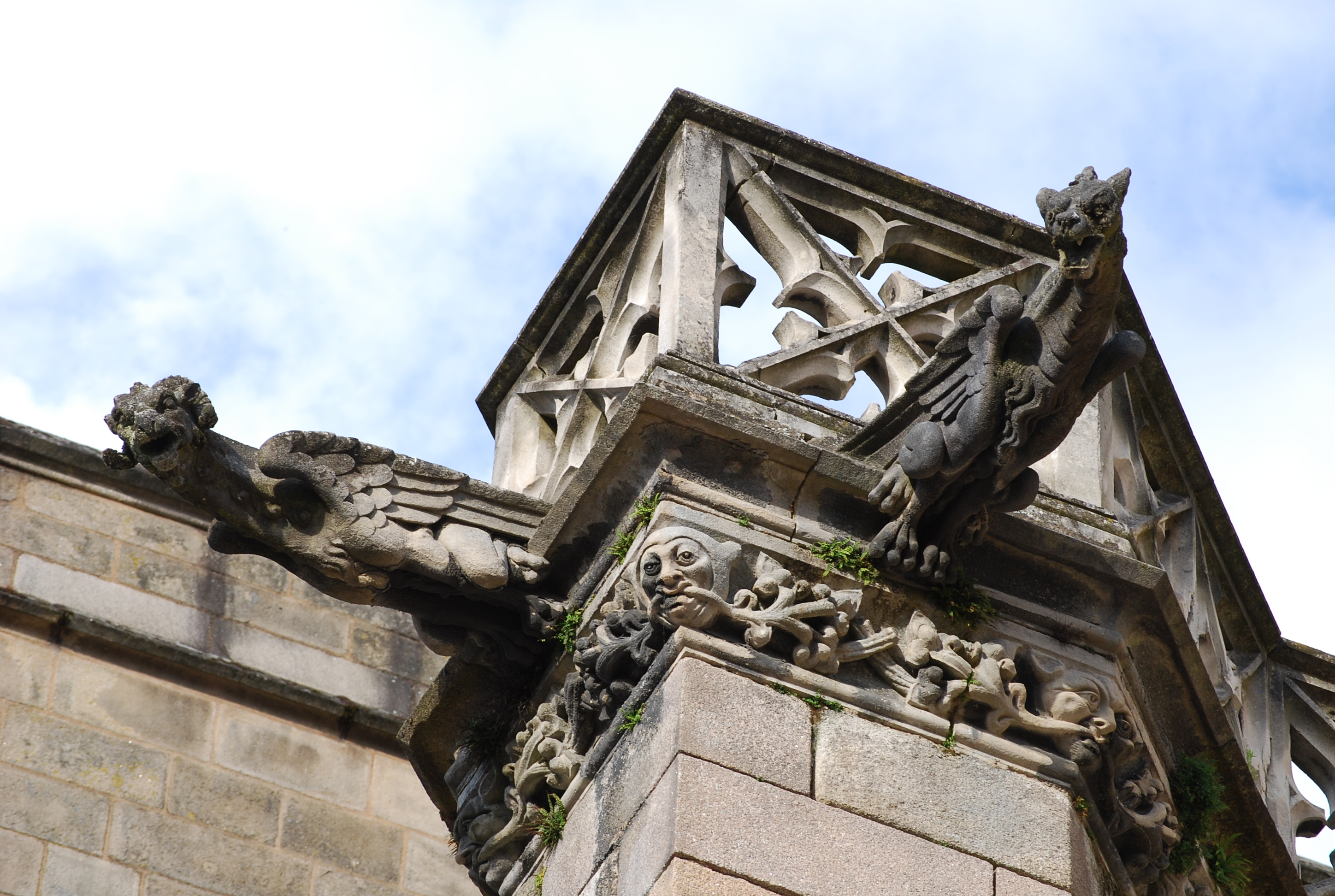

### Portail Saint-Jean
Entrée principale de la cathédrale, le portail Saint-Jean est édifié entre 1516 et 1530 à l'extrémité septentrionale du transept agrandi pour inclure l'ancien oratoire Saint-Martial. Elle est considérée, avec le jubé qui lui est contemporain, comme une œuvre remarquable du gothique flamboyant. Ouvert aujourd'hui sur la place Saint-Étienne, il donnait autrefois sur l'église Saint-Jean à laquelle il doit son nom. Cette église, détruite en 1793, est édifiée au XIIIe siècle sur le baptistère paléochrétien fouillé en 2005. Église paroissiale, elle avait gardé la fonction de baptiser les enfants de toutes les paroisses de Limoges.
Financé essentiellement par le chapitre dont le blason figure dans un écoinçon de l'archivolte au-dessus du portail, encadré de deux contreforts inégaux, il est composé de trois parties divisées par les deux galeries de pierre ajourées. Les deux vantaux de la Renaissance du portail sont d'origine et datent du deuxième quart du XVIe siècle ; à gauche se reconnaît au registre supérieur sainte Valérie présente sa tête à l'évêque saint Martial, à droite figure la lapidation d'Étienne. Dans l'autre écoinçon figure le blason de l'évêque contemporain du début de son érection, Philippe de Montmorency. Au-dessus de la première balustrade figure la rose, sous la forme d'un carré curviligne posé sur la pointe surmonte une claire-voie très travaillée. Le blason de Charles Villiers de L'Isle-Adam figure à ce niveau. La partie supérieure au-dessus de la deuxième balustrade est l'œuvre de l'architecte diocésain Pierre Prosper Chabrol entre 1848 et 1851, l'étage supérieur de cette façade n'ayant jamais été réalisé jusqu'alors,. Comme ses prédécesseurs de la Renaissance, Bernard Buissas, évêque de Limoges de 1844 à 1856, place son blason au pied du clocheton occidental du pignon édifié pendant son épiscopat.

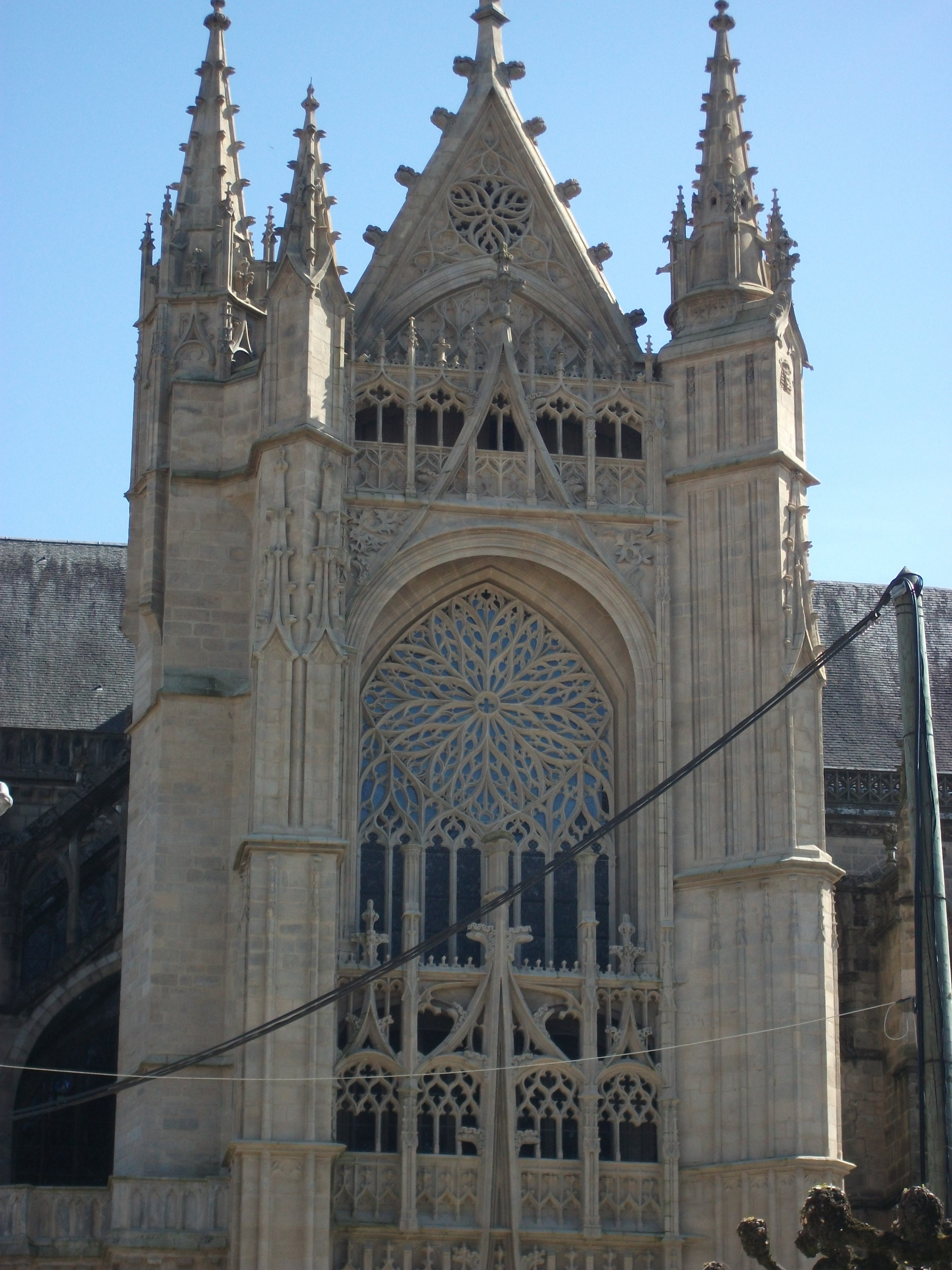
Rose et galeries du portail nord.
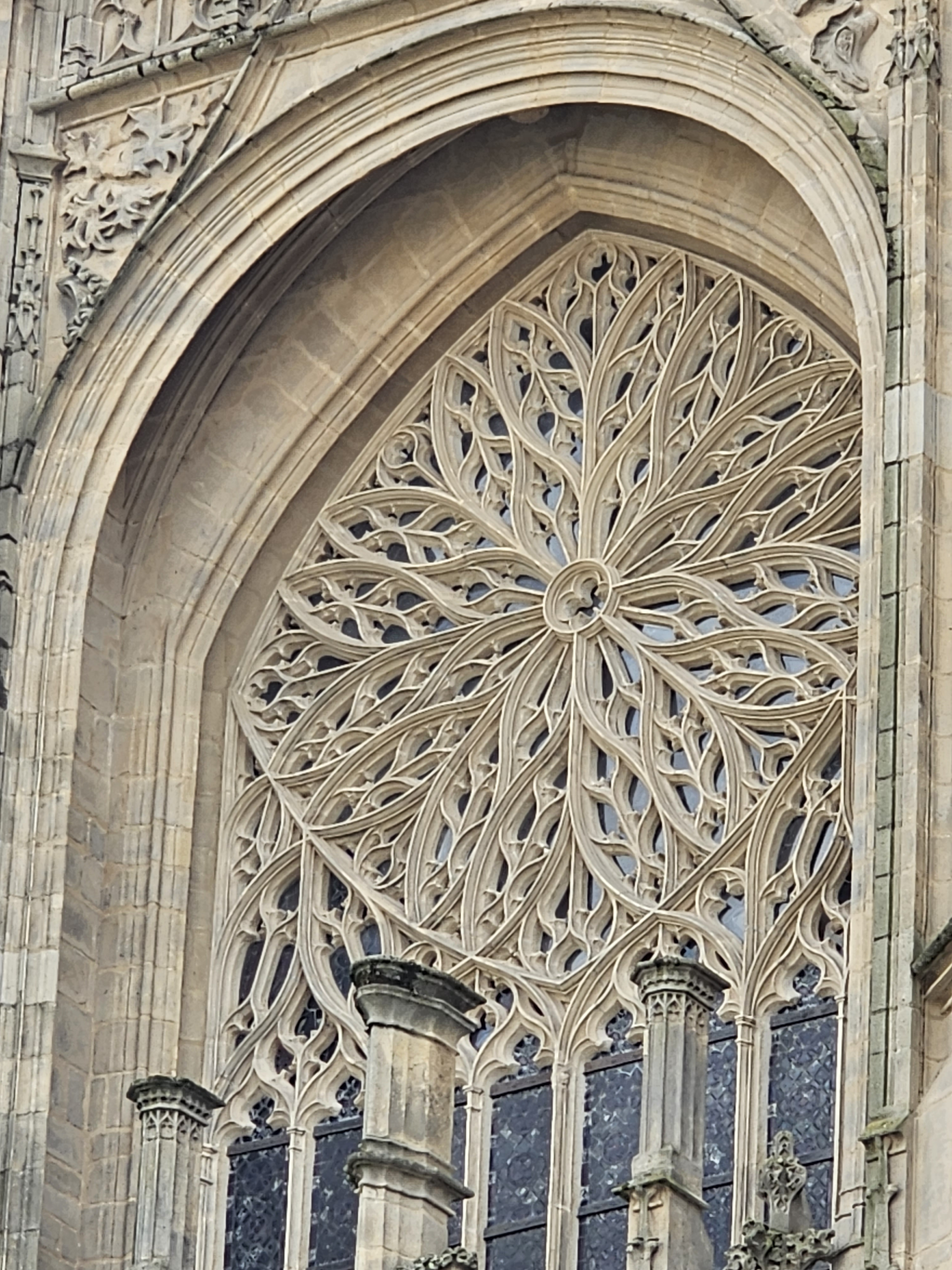
Rose quadrangulaire du portail
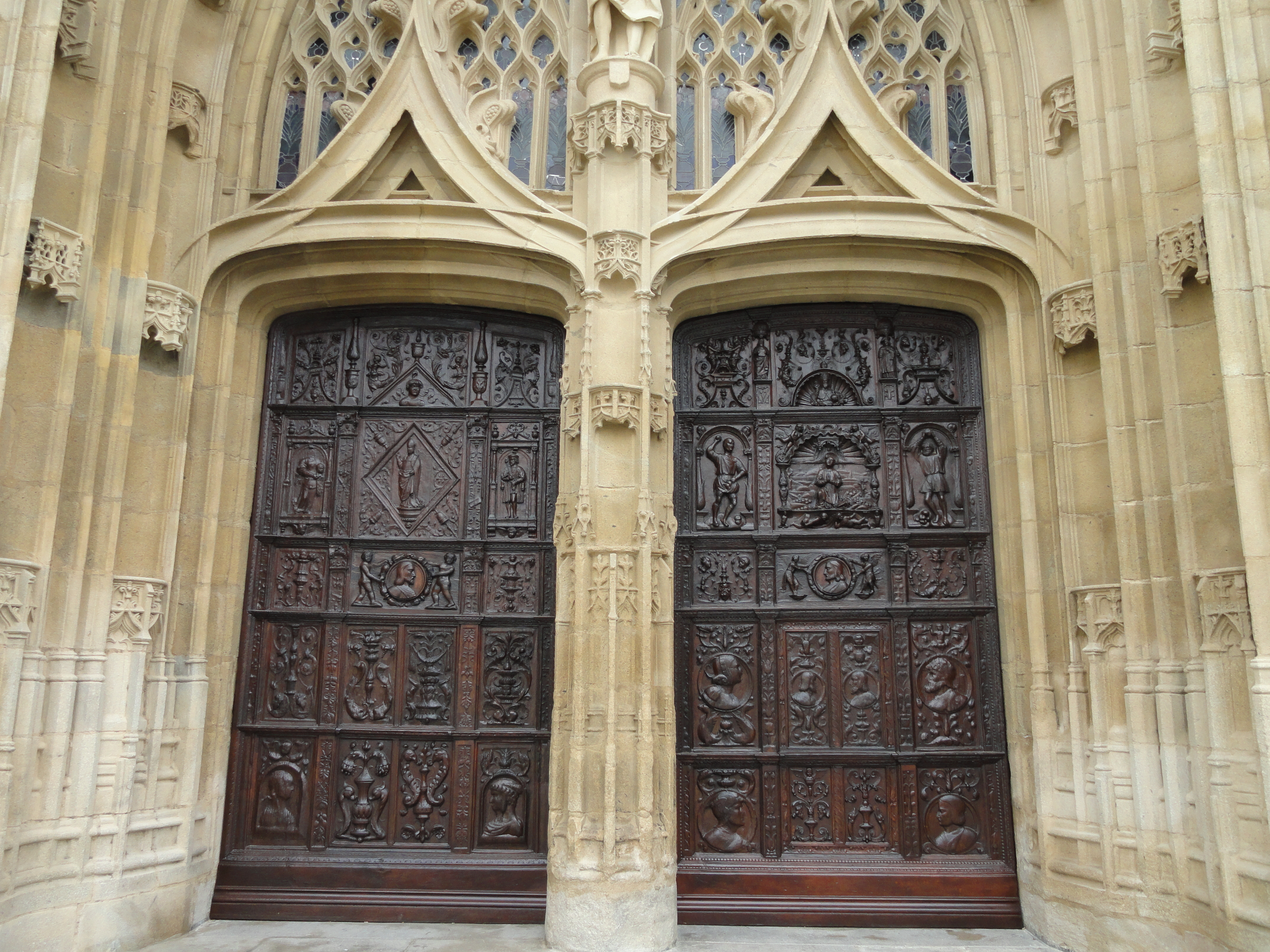
Les deux vantaux du portail nord, XVIe et le trumeau.
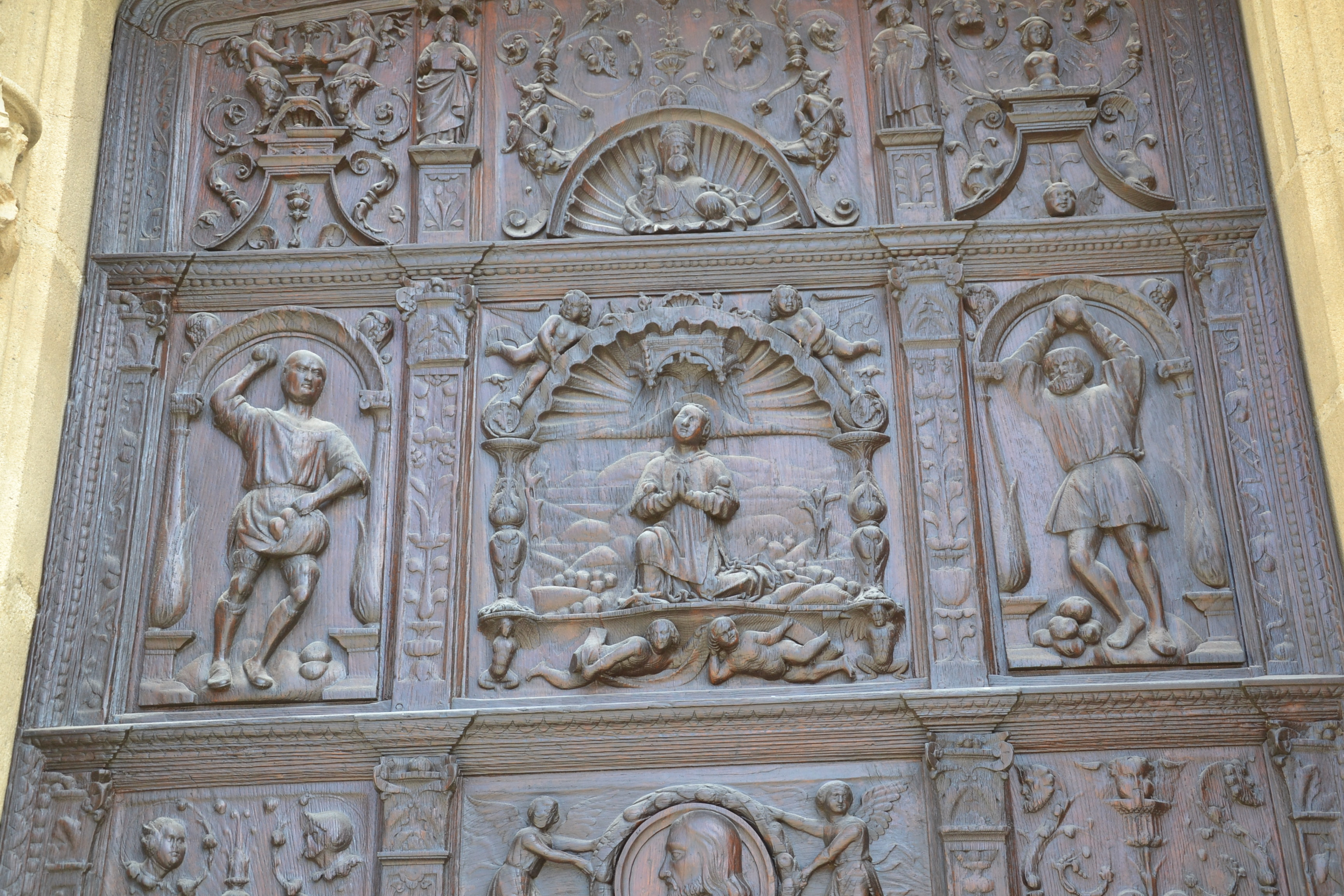
Lapidation d'Étienne, vantail occidental.
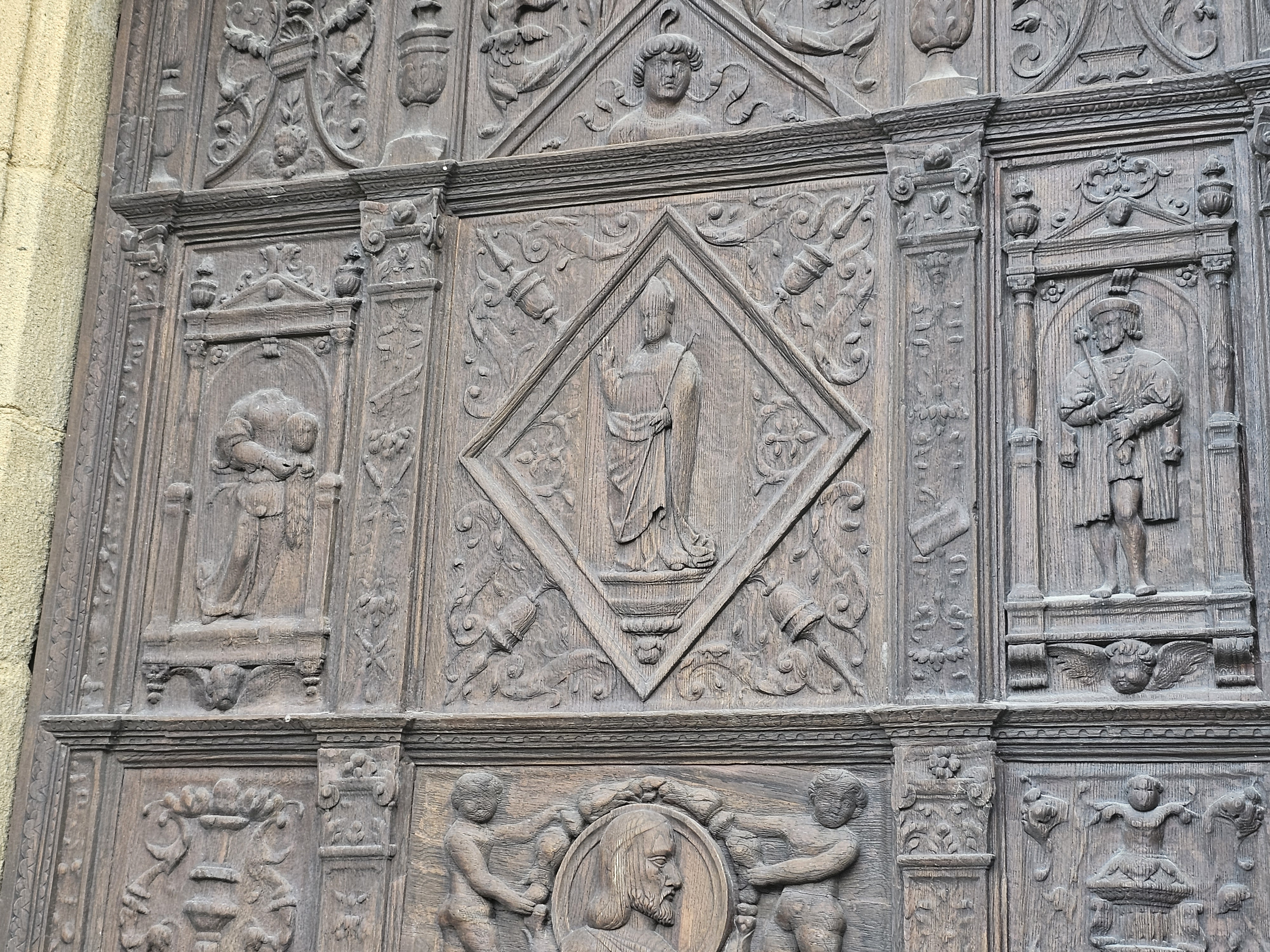
Sainte Valérie et saint Martial, vantail oriental.

## Description intérieure
L'entrée de l'édifice se fait par le porche roman, déporté au nord car dans l'axe de l'ancienne église. Le carré du porche est formé de quatre forts piliers d'angle reliés par des arcs en plein cintre, plus au centre quatre grosses colonnes surmontées de chapiteaux dont un est sculpté donnent sur des arcs brisés. Chaque niveau est couvert d'une coupole percée d'un gros oculus permettant le passage des cloches. Sous ce porche sont exposées verticalement Quatre pierres tombales venant du chœur dont la dalle funéraire de Jean de Peyzac,, la dalle de Ramnulphe de Pompadour, et celle de Raymond de Saint-Crépin,.
Il débouche sur le narthex, vestibule de la nef conçu et réalisé au XIXe siècle. Ses six travées, transversales par rapport à l'axe de l'édifice abritent un groupe sculpté du XIVe siècle, la lapidation d'Étienne et un christ bénissant. Antérieurement à l'extérieur sur un contrefort de l'abside, il est déposé en 1956 et replacé à l'intérieur après restauration,.

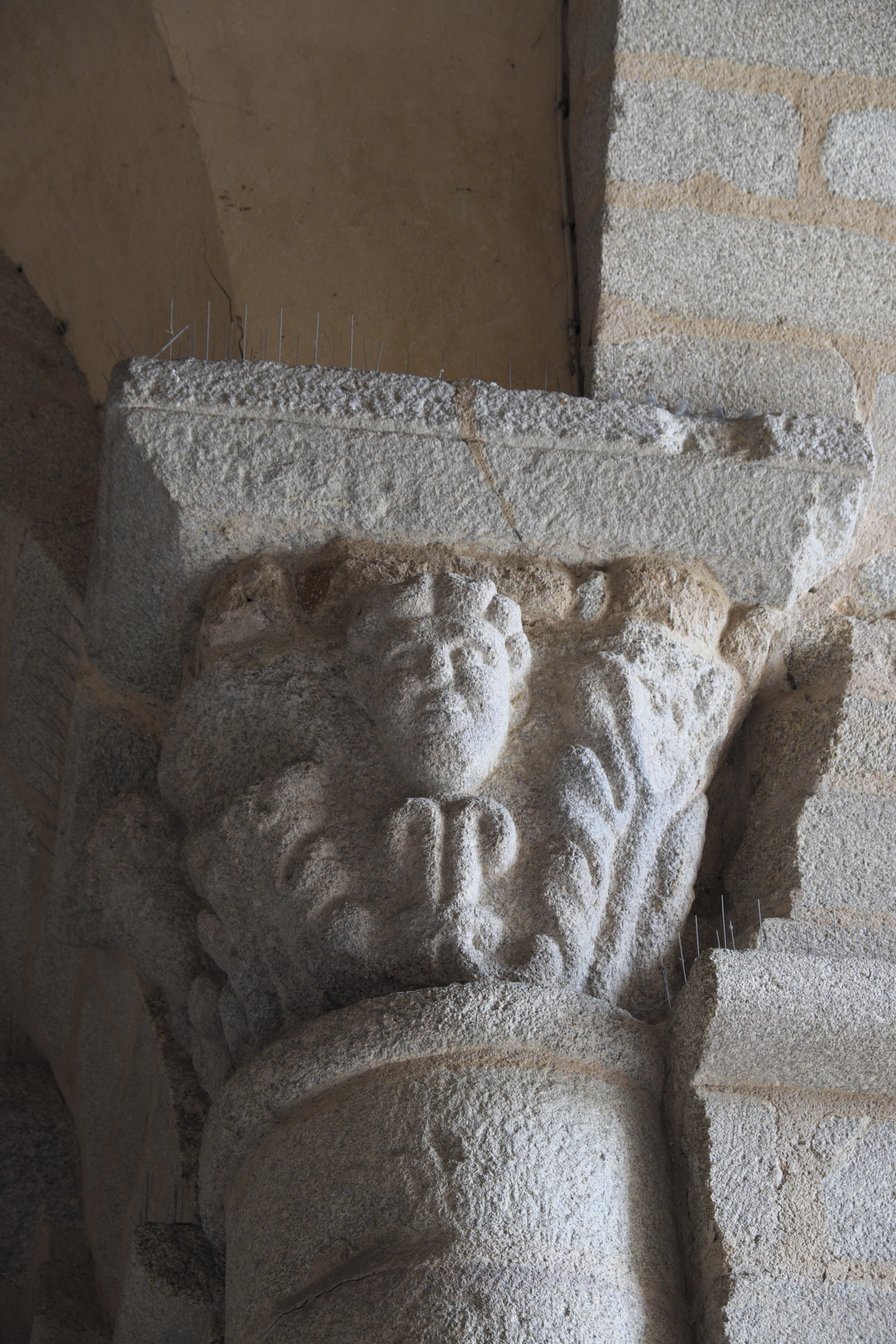
Chapiteau du clocher-porche.
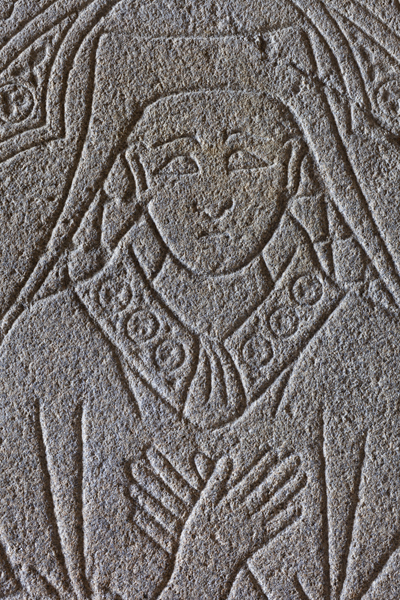
Pierre tombale de Raymond Crépin, chanoine.
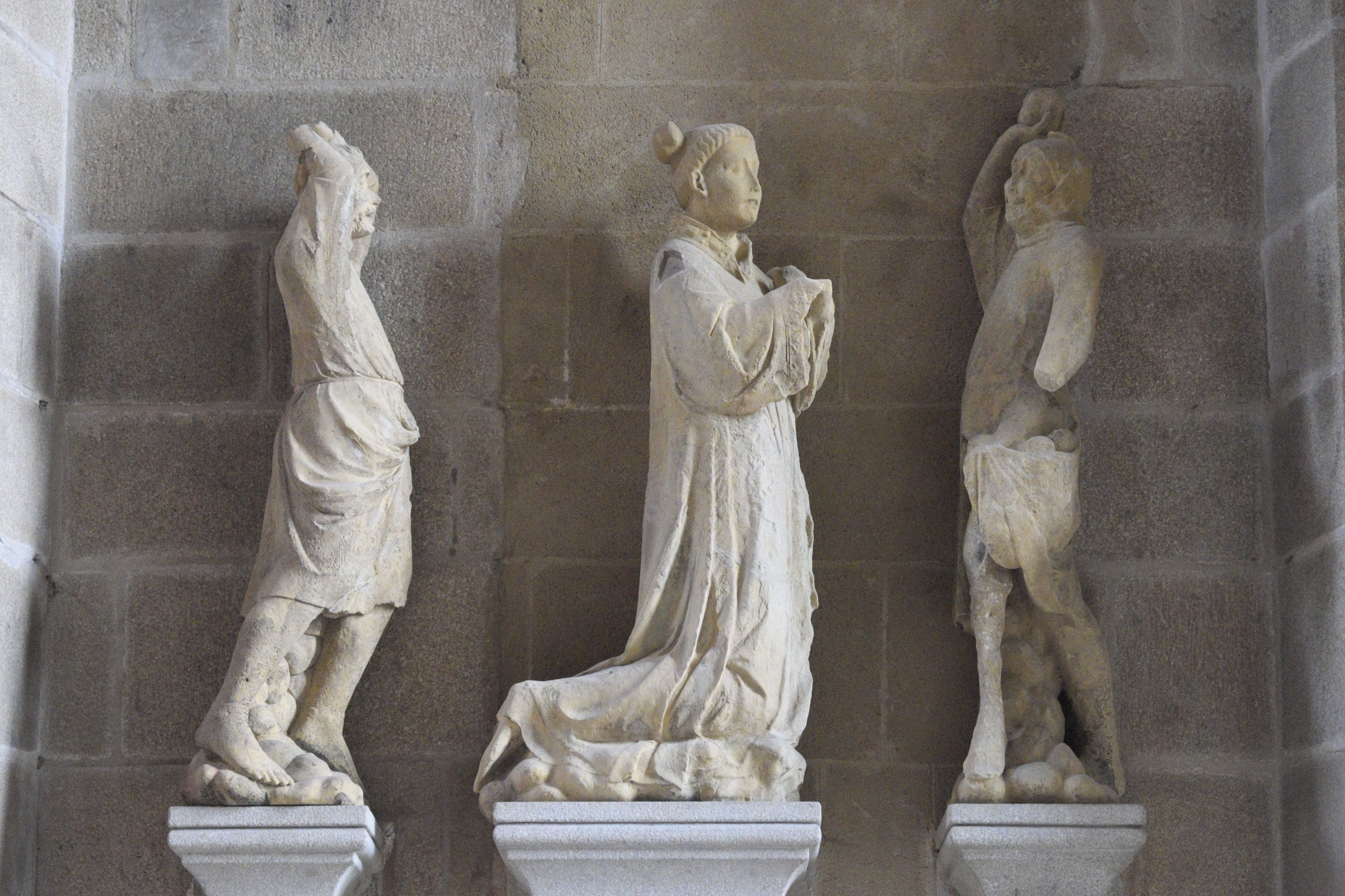
Martyr d'Étienne.

Trois portes monumentales permettent de pénétrer dans la nef. Les dimensions intérieures sont une longueur de 81,70 mètres du fond de la nef au chevet, pour la nef seule 72,90 mètres ; la hauteur de la nef, comme celle du chœur est de 23,50 mètres pour une largeur avec les collatéraux d'environ 22 mètres.
Les choix des architectes du XIXe ont permis une homogénéité de la nef et du chœur tant sur le plan de l'architecture que dans le choix des matériaux utilisés en ouvrant de nouveau d'anciennes carrières de pierre. Un triforium fait le tour de l'édifice, de façon continue, au même niveau dans la nef, le transept et le chevet.
Le mobilier du chœur est renouvelé en 2023. Confiée au sculpteur et créateur de mobilier liturgique Jean-Jacques Bris, la réalisation comprend la cathèdre et ses deux sièges latéraux en métal, or et émail rougi au feu placés sur une estrade en chêne massif avec de l'autre coté du chœur, de façon symétrique, le fauteuil de présidence et les deux sièges; l'ambon, de la même facture, complète ce mobilier. L'autel utilise la table mérovingienne exhumée de la chapelle Sainte Valérie posée sur un piètement de métal.

### Jubé
Le jubé, œuvre de la Renaissance d'une grande qualité, est commandé par Jean de Langeac. Réalisé en 1533 et 1534, d'après les dates figurant le monument, il est orné à partir de 1536 par les sculptures de Jean Arnaud, ymagier tourangeau. Édifié entre les deux piliers orientaux de la croisée pour fermer le chœur, il est déplacé en 1789 au fond de la nef contre le mur occidental provisoire pour des raisons liturgiques ; mutilé en 1793, il est placé en 1888 à l'extrémité de la nouvel nef. Un moulage réalisé en 1885 est déposé à l'ancien Musée des monuments français, aujourd'hui intégré à la Cité de l'architecture et du patrimoine. Large de 11,50 mètres et haut de 6,50 mètres, il a perdu le décor d'une de ses deux faces à la suite des mutilations et de son déplacement contre un mur. Outre son décor inspiré de la Renaissance italienne, putti, rinceaux, torses de femmes dénudées et vases se mélangent des illustrations païennes et chrétiennes : se reconnaissent David (roi d'Israël), saint Pierre, Bacchus, Lucrèce, les statues mutilées des six Vertus ; sur le soubassement six tableaux illustrent six travaux d'Hercule, les six panneaux manquant sont sur la face détruite.

### Vitraux
Les baies du chœur, les fenêtres hautes du transept avec ses rosaces, les baies des chapelles de la nef et celles du narthex sont remontées par les maîtres verriers Louis Charles Auguste Steinheil, Achille Oudinot et L. Saint-Blancat. Les éléments anciens, principalement du XIVe mais aussi des XVe et XVIe siècles, sont restaurés puis intégrés avec des verres du XIXe pour la restauration et la reconstitution des vitraux.
L'explosion volontaire d'une bonbonne de gaz en 2005 endommage près de trois mille vitraux. Leur restauration est toujours en cours en 2020.

### Chapelles rayonnantes et trésor
Vingt chapelles se répartissent dans la périphérie de la nef et autour du déambulatoire du chœur. Les fonts baptismaux de 1865, dans la chapelle du baptistère, ont un couvercle émaillé surmonté d'une statue de saint Jean Baptiste. La chapelle Sainte-Valérie du transept correspondrait à l'ancien oratoire Saint-Martial ; des fouilles en 2005 permettent d'y découvrir une table d'autel probablement préromane. Le déambulatoire et les chapelles des absidioles portent des restes de peintures médiévales du XIVe siècle, la vie de la Vierge et de la légende de sainte Catherine dans la chapelle Saint-Léonard, et dans la chapelle Sainte-Germaine, l'apparition du Christ à Marie-Madeleine et quelques restes d'un cycle christologique où l'on reconnaît la nativité et le calvaire,. Une frise du XIVe d'anges musiciens orne les voûtes du chœur mais la majorité des peintures monumentales sont du XIXe siècle. Charles Pétiniaud-Dubos, un peintre local, réalise des décors intérieurs en 1844, Louis Chales Auguste Steinheil peintre et cartonnier de vitrail dirige et réalise vitraux et fresques, la chapelle des deux saints Jean est l'œuvre de Gardelle. La chapelle de la Vierge est décorée en 1859 par Alexandre Denuelle.
Le trésor est exposé dans une vitrine de la sacristie, chapelle du déambulatoire la plus proche du bras sud du transept. Les pièces les plus connues sont deux canons d'autel attribués à Nicolas Laudin célèbre pour sa production d'émaux au XVIIe siècle,.

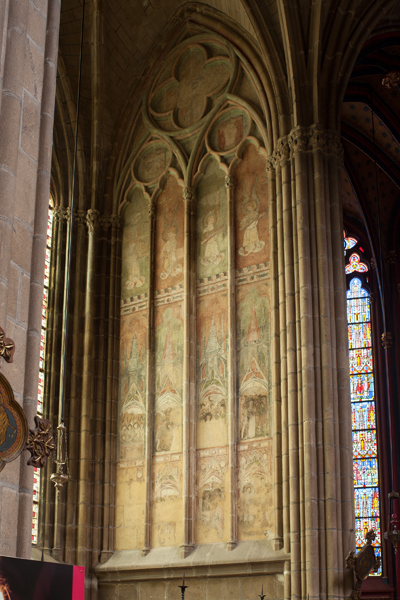
Peintures monumentales du XIVe.
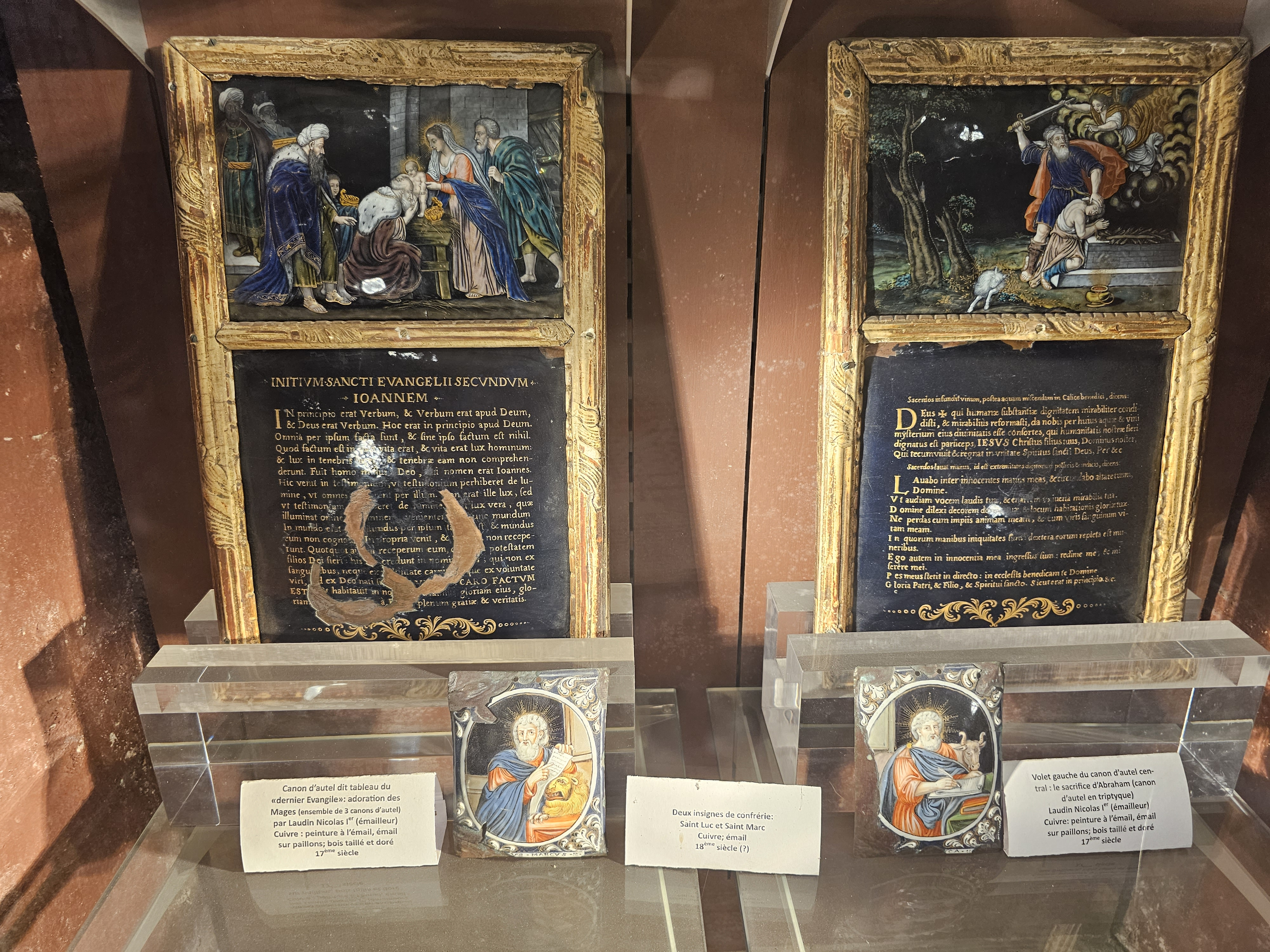
Canons d'autel, XVIIe, et deux insignes de confrérie du XVIIIe.
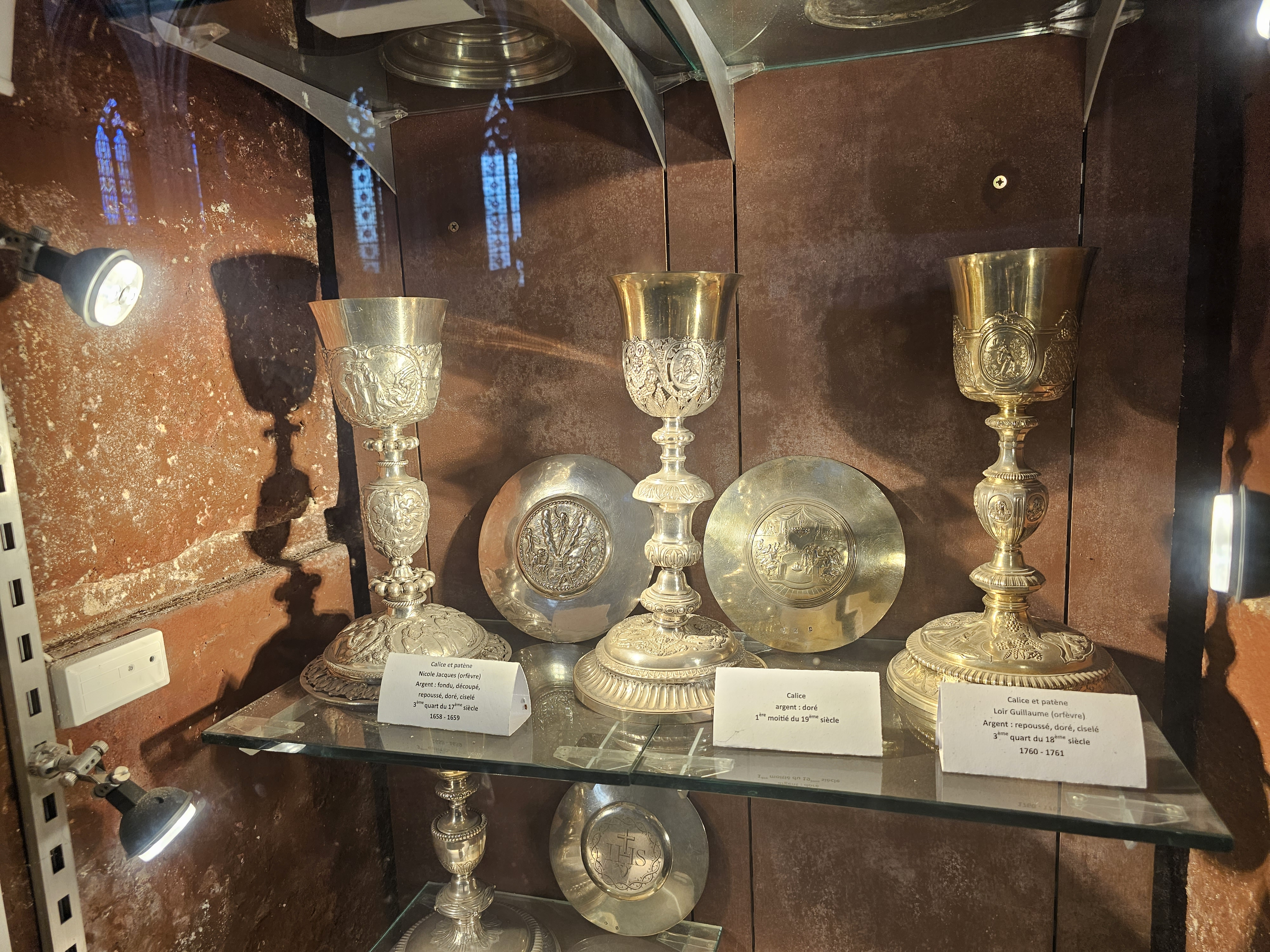
Calices et patènes (XVIIe au XIXe siècle).

### Tombeaux
Trois tombeaux monumentaux sont disposés entre le déambulatoire et le chœur. Le tombeau avec gisant de Raynaud de la Porte, évêque de Limoges (1294-1316) décédé en 1325, en calcaire sculpté et anciennement polychrome, est formé d'un coffre sur la table duquel repose le gisant du prélat, il est surmonté d'un dais monumental, les faces sont sculptés, six statues mutilées de chanoine sur le devant, sur un côté sainte Valérie présentant sa tête à saint Martial et l'offrande de la cathédrale à Marie par l'évêque, sur l'autre la lapidation de saint Étienne et un Christ en gloire,. Le tombeau avec gisant de Bernard Brun est disposé en symétrie du premier dans la partie nord du déambulatoire selon le souhait de son commanditaire. Le gisant, surmonté d'un dais, repose sur un coffre dont le panneau du fond est orné de quatre bas-reliefs : la vierge couronnée par Jésus-Christ, le Christ assis au-dessus de la Jérusalem céleste, sainte Valérie présentant sa tête à saint Martial et pour le dernier, une représentation de la crucifixion,. Le troisième, le tombeau de Jean de Langeac évêque est considéré avec le jubé comme un chef-d'œuvre de l'art de la Renaissance, sa date de réalisation , 1544, et la devise de l'évêque sont gravées,. Le mausolée est privé de la statue monumentale et des plaques dont le bronze a été fondu en 1793, sous la Révolution. Quatre colonnes cannelée à chapiteaux corinthiens soutiennent l'entablement, quatorze panneaux sculptés en bas-relief représentent des scènes de l'Apocalypse inspirées de Dürer.
Malgré la présence des trois tombeaux monumentaux dans le chœur et les sépultures dans la crypte, selon la tradition, un grand nombre d'évêques se sont fait inhumer à l'abbaye Saint-Augustin-lès-Limoges.

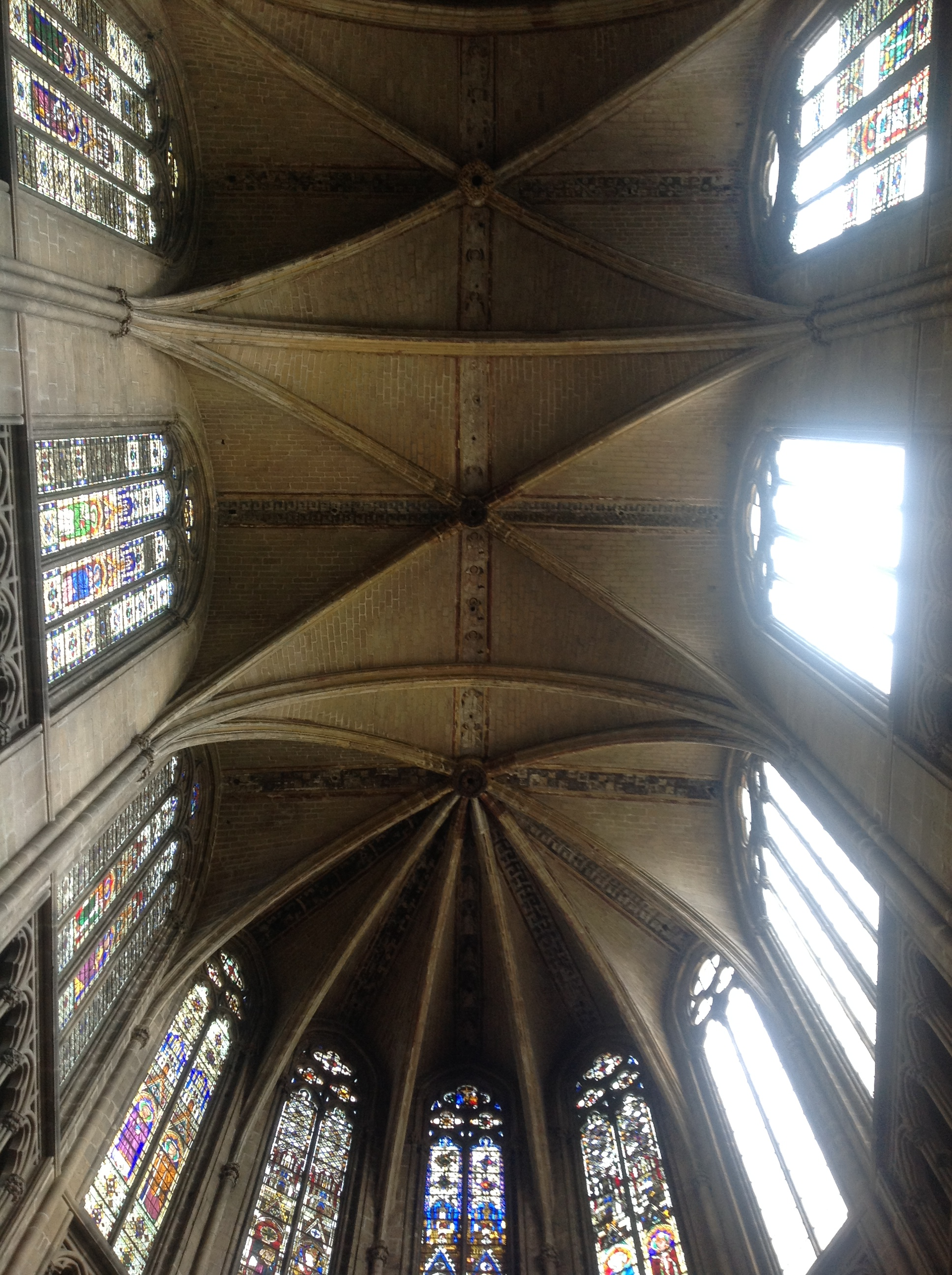
Frise représentant des anges musiciens.
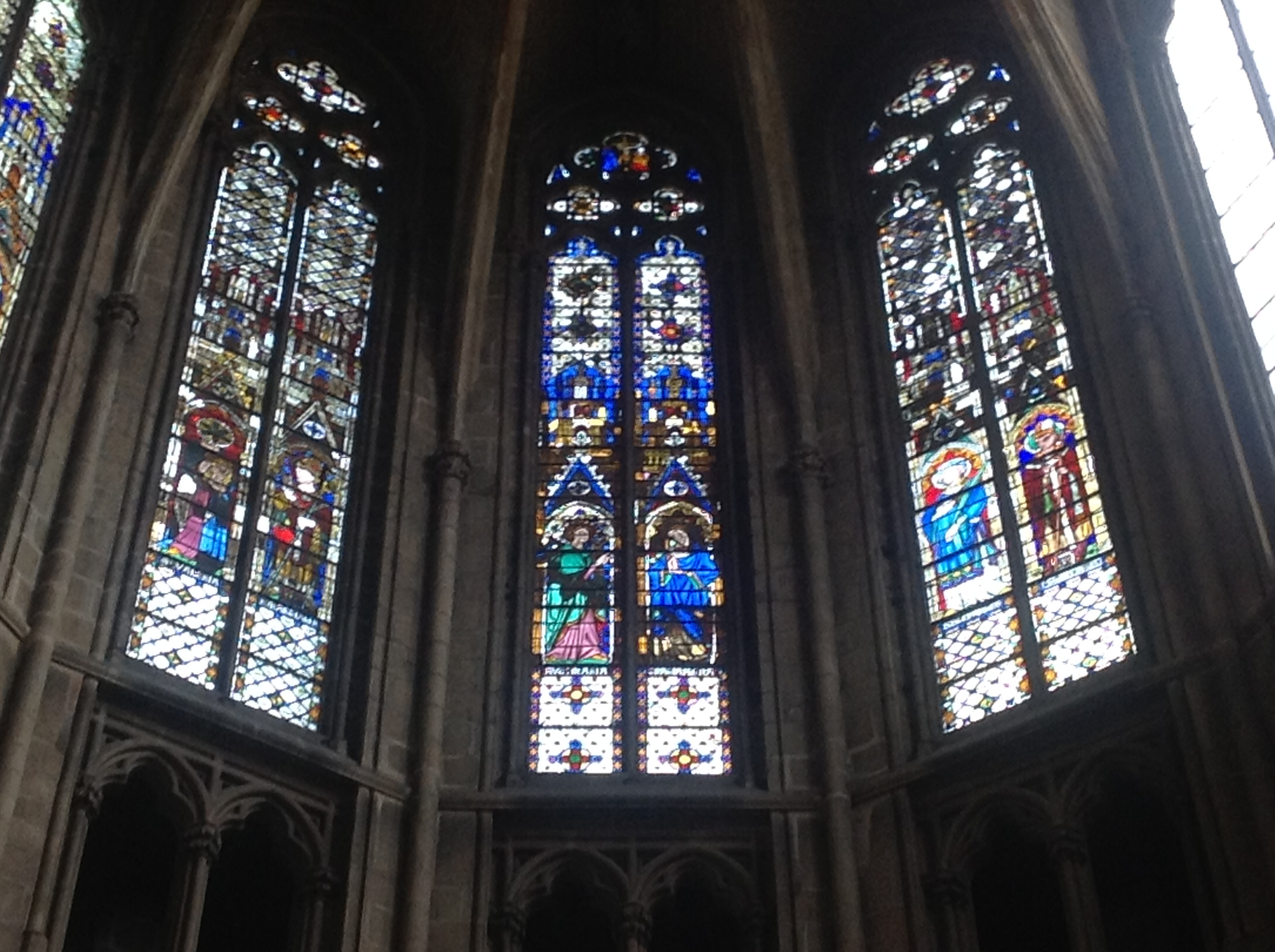
Vitraux représentant, entre autres, saint Martial et sainte Valérie.
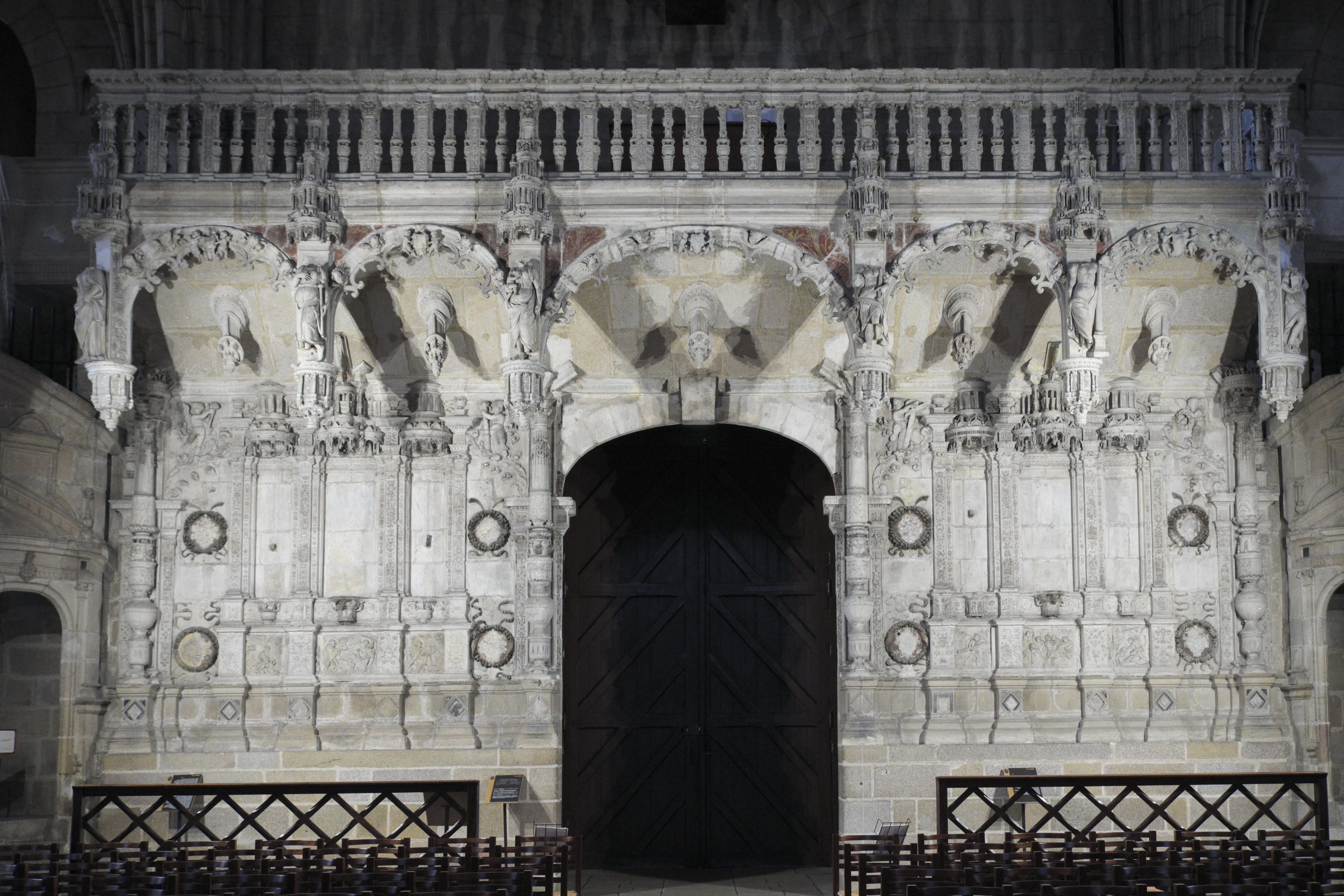
Jubé, 1530, déplacé au fond de la nef.
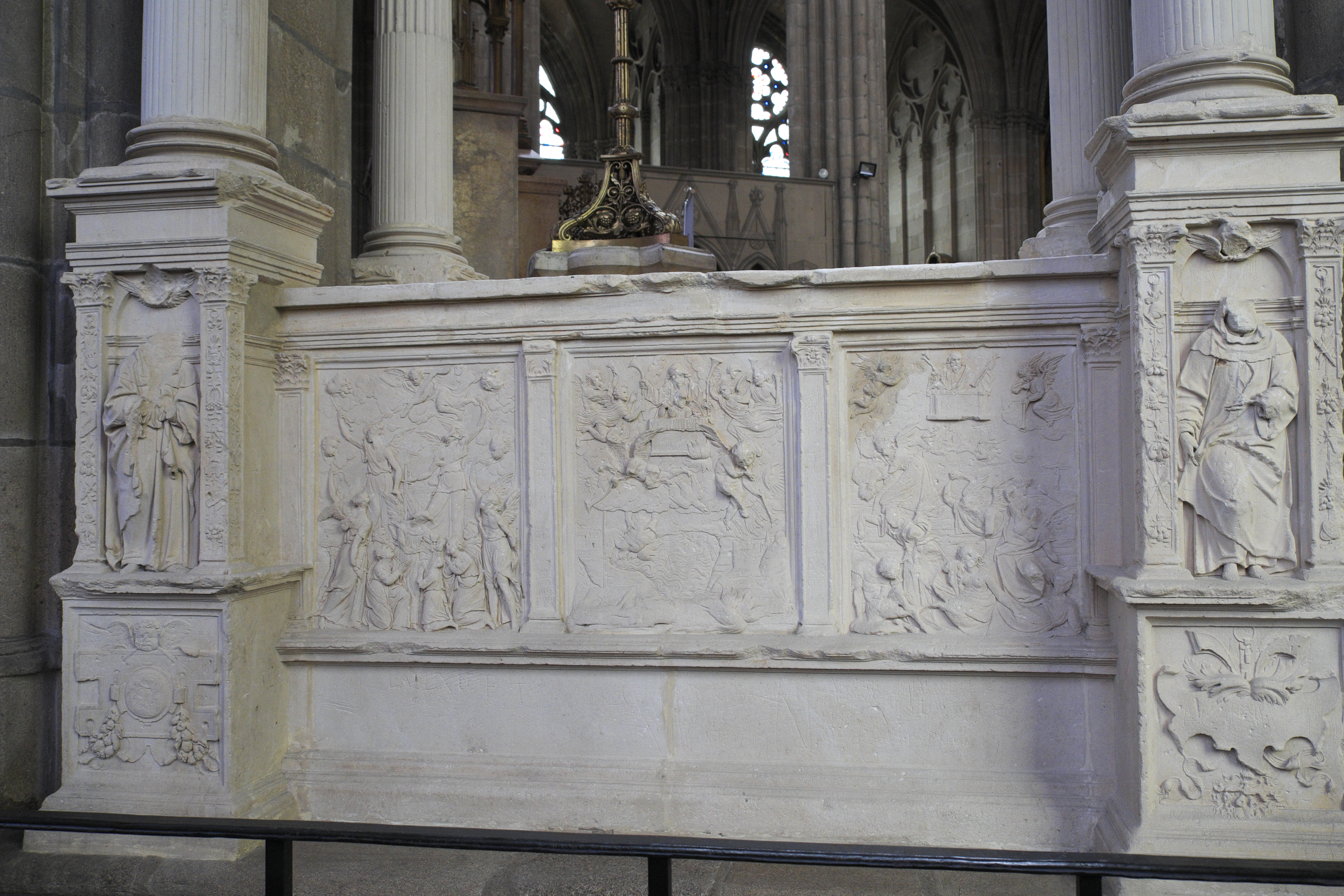
Tombeau de Jean de Langeac, 1544.

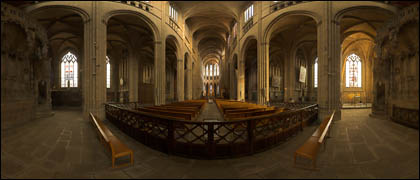
Vue de l'intérieur de la cathédrale.
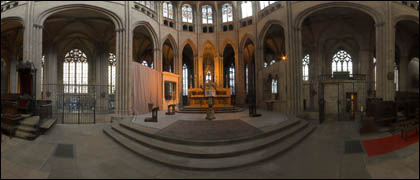
Vue de l'extrémité de l'édifice.

### Crypte
Les dernières études archéologiques confirment l'édification de la crypte au début du chantier roman en 1010-1014. Servant de soubassement au chœur roman en compensant la pente du terrain vers l'est, elle est constituée d'une salle centrale à trois vaisseaux entourée d'un étroit déambulatoire. Sa constitution initiale est encore incertaine, trois ou cinq absidioles autour du déambulatoire alternaient avec des fenêtres, trois fenestella en haut de son mur occidental, localisées au niveau de l'emmarchement du chœur, la caractérisent comme une crypte à relique,. Son comblement partiel au nord et à l'est et les destructions au XIVe siècle pour l'édification du chœur gothique signent sa désaffectation, elle reste encore fermée au public en 2023. Les murs conservent encore de belles peintures monumentales datées du début du XIe siècle et du XIIe siècles. Le Christ en gloire est visible sur la voûte de la salle. Une annonciation sur le mur nord du couloir sud du déambulatoire serait un élément d'un cycle de la nativité. Elles sont peut-être de la même main que les miniatures d'un manuscrit du XIIe siècle autrefois conservé par la cathédrale.

## Les deux orgues
La cathédrale de Limoges possède deux orgues.

### L'orgue de tribune

#### Description

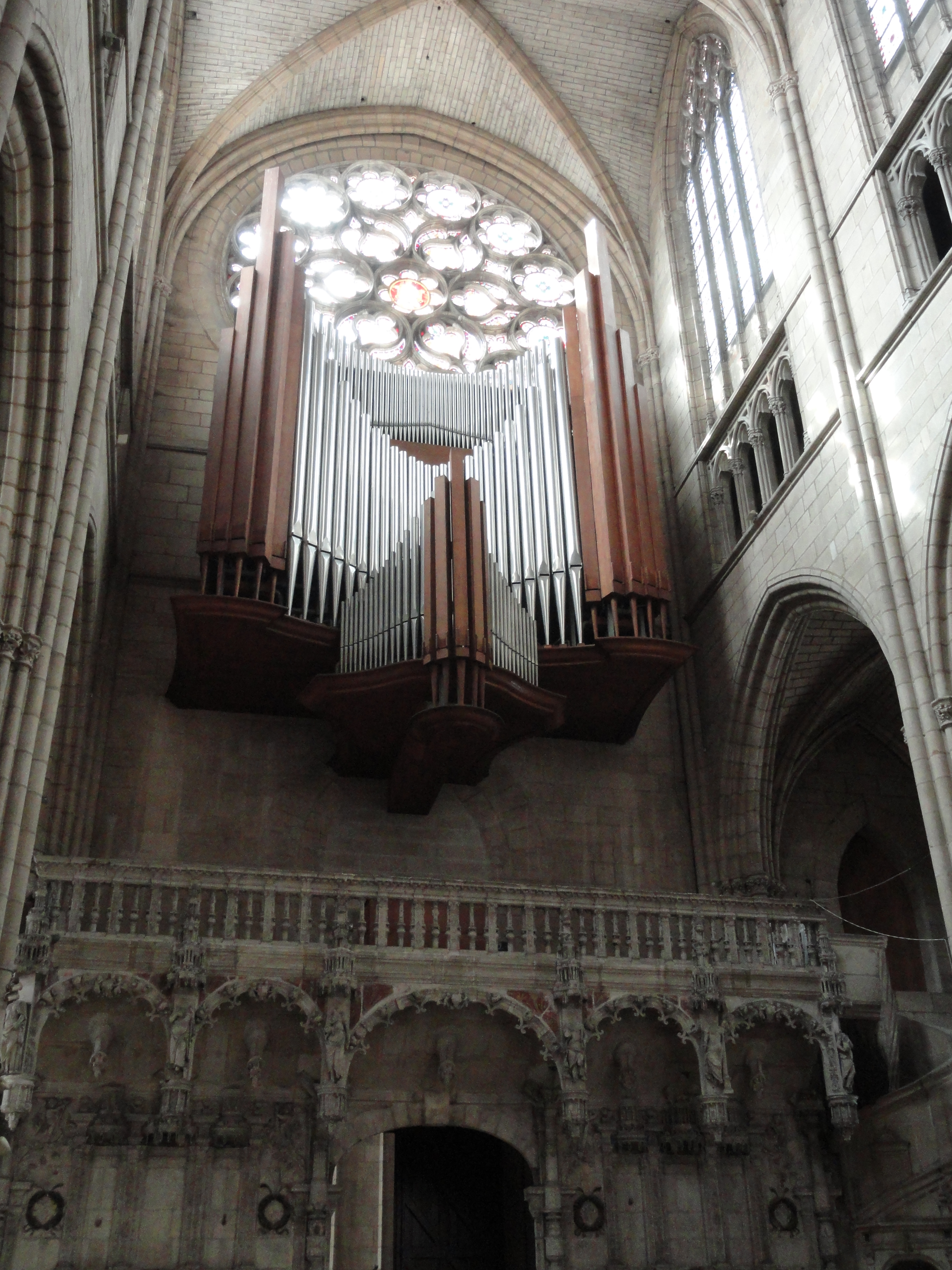
Le grand orgue au-dessus du jubé.

Le grand orgue néoclassique Danion-Gonzalez est inauguré le 13 décembre 1963 par Noëlie Pierront. Il remplace le grand orgue de Ducroquet installé en 1842 dont il ne restait que le buffet au-dessus du jubé. En 1986, un relevage est effectué sur cet instrument devenu pratiquement injouable. Le grand orgue n’ayant alors que 30 jeux, l'instrument est enfin doté de sa composition définitive de 50 jeux comprenant un véritable clavier de récit expressif.
L'instrument, installé en nid d'hirondelle au revers de la façade, avec un buffet minimal, compte 50 jeux sur trois claviers manuels et un pédalier. Les transmissions sont électropneumatiques, avec combinateur électronique.
Le grand orgue a quatre sommiers perpendiculaires à la façade sur deux étages ; le sommier du récit dans sa boîte expressive est situé au centre de l’instrument, au-dessous du sommier du positif couronnant l’ensemble. Les jeux de fonds de la pédale sont postés et constituent les façades latérales. Les anches de pédale sont sur deux sommiers de part et d’autre de la boite expressive du récit adossés au mur. La soufflerie est située dans la partie du triforium qui passe derrière l’orgue.
L'ensemble est porté sur trois plates-formes (en béton armé) (plaquées de bois) ; elles sont prolongées par un dispositif de deux poutres (béton armé) en bras de levier traversant le mur ouest et venant se ficher dans la tour du clocher. La console disposée au-dessus du jubé, est retournée. Étant donné la faible taille du récit (boîte, sommier), des accouplements à l'octave grave et aiguë sont présents à la console pour renforcer la présence du récit expressif.
L’harmonie que l’on doit à Jacques Bertrand (établissement D. Gonzalez) privilégie les répertoires de la musique d'orgue symphonique XIXe et néoclassique XXe ; les tailles des tuyaux sont grossies notablement et les pressions augmentées. L’inauguration par Jean Guillou a lieu en juin 1988.
Quelques années plus tard (1992-94), l’atteinte du combinateur Gonzalez (15x16) par la foudre et l’affaissement de certains tuyaux de façade nécessitent les travaux réalisés par Bernard Dargassies : remplacement des tuyaux de montre de 16', pose du combinateur actuel et répartiteur SSL notes/jeux. Dans les années 2000, les électro-aimants de (deux sommiers du grand orgue) ajoutés en 1986, sont remplacés.
En 2013 l'anniversaire des 50 ans de l'orgue est l'occasion de divers concerts, tenus par Pierre Pincemaille, François Dupoux, et François-Henri Houbart. Un relevage a été réalisé en 2022-2023 par G.Grenzig. Concert d'inauguration le 18/06/2023 par Quentin du Verdier.

#### Composition
| Grand-Orgue (I) 61 notes |
| Montre 16'               |
| Bourdon 16'              |
| Montre 8'                |
| Flûte à fuseau 8'        |
| Bourdon 8'               |
| Diapason 8'              |
| Prestant 4'              |
| Flûte 4'                 |
| Doublette 2'             |
| Plein-jeu II (16')       |
| Plein-jeu IV             |
| Cymbale IV               |
| Cornet V                 |
| Bombarde 16'             |
| Trompette 8'             |
| Clairon 4'               |

| Positif (II) 61 notes |
| Principal 8'          |
| Bourdon 8'            |
| Salicional 8'         |
| Prestant 4'           |
| Flûte 4               |
| Nasard 2' 2/3         |
| Doublette 2'          |
| Quarte 2'             |
| Tierce 1' 3/5         |
| Larigot 1' 1/3        |
| Plein-jeu III         |
| Cymbale II            |
| Trompette 8'          |
| Cromorne 8'           |
| Clairon 4'            |

| Récit expressif (III) 61 notes |
| Flûte harm. 8'                 |
| Gambe 8'                       |
| Voix céleste 8'                |
| Flûte oct. 4'                  |
| Octavin 2'                     |
| Cornet V                       |
| Trompette 8'                   |
| Basson-hautbois 8'             |

| Pédale 32 notes |
| Soubasse 32'    |
| Principal 16'   |
| Soubasse 16'    |
| Principal 8'    |
| Basse 8'        |
| Principal 4'    |
| Flûte 4'        |
| Fourniture V    |
| Bombarde 16'    |
| Trompette 8'    |
| Clairon 4'      |

Soubasse 32' acoustique en extension de la soubasse de 16' ; principaux de pédale en extension ; accouplements en 16, 8, 4 ; tirasses en 8,4 ; combinateur électronique ; Trémolo III, Expression III.

### L'orgue de chœur

#### Description
L'orgue de chœur Ducroquet date de 1850. En 1891, la maison Merklin effectue un relevage, transforme le kéraulophone du grand orgue en salicional, remplace le cor-anglais du récit par une gambe et installe le buffet actuel. Plus tard, en 1927, Robert Boisseau, pour le compte de la maison Brun-Binetti de Poitiers, effectuera un relevage avec installation d’une commande pneumatique des jeux, assortie d’un système de crescendo. Il comprend 13 jeux répartis sur deux claviers et un pédalier.

#### Composition
| Grand orgue 54 n        | II. Récit expressif. 54 n | Pédale       |
| ----------------------- | ------------------------- | ------------ |
| Bourdon 16'             | Flûte harmonique 8'       | Soubasse 16' |
| Montre 8'               | Gambe 8'                  | Flûte 8'     |
| Bourdon 8'              | Voix céleste 8'           | Basse 8'     |
| Salicional 8'           | Flûte oct. 4'             |              |
| Prestant 4'             | Basson-hautbois 8         |              |
| Plein-jeu III           |                           |              |
| Trompette 8' Harmonique |                           |              |
| Clairon 4'              |                           |              |

Accouplement Re/GO ; Tirasses Go ; appel anches Go, Crescendo, Expression Récit, Tremolo Récit ; traction pneumatique (tubulaire) des jeux ; traction mécanique des notes.
L'orgue de chœur est classé aux monuments historiques le 20 août 1991.

## Postérité

### Philatélie
Un timbre postal, d'une valeur de 12 francs, représentant le pont Saint-Étienne et la cathédrale est émis le 26 mars 1955.

### Histoire et architecture
Par ordre chronologique de publication :
- Abbé François Arbellot, « Chronique : travaux de la cathédrale », Bulletin de la Société archéologique et historique du Limousin, Limoges, vol. 3,‎ 1848a, p. 163-166 (lire en ligne)
- Abbé François Arbellot, « Cathédrale de Limoges : Histoire et description », Bulletin de la Société archéologique et historique du Limousin, Limoges, vol. 3,‎ 1848b, p. 169-248 (lire en ligne).
- René Fage, La cathédrale de Limoges, Paris, Henri Laurens, éditeur, 1913, 116 p. (lire en ligne)
- René Fage, « Cathédrale de Limoges », Congrès archéologique de France, Paris, A. Picard « Congrès archéologique de France, 84e session, Limoges. 1921, Société française d'archéologie »,‎ 1923, p. 3-40 (lire en ligne)
- Jean Maury, Limousin roman, La Pierre-qui-Vire, Éditions Zodiaque, 1959
- Dictionnaire des églises de France, Belgique, Luxembourg, Suisse (Tome II-B), Robert Laffont, Paris (France) ; pp. 73–78.
- Michael T. Davis, « Le chœur de la cathédrale de Limoges », dans Bulletin monumental, 1986 v. 22 .
- Collectif, L'achèvement de la cathédrale de Limoges au XIXe siècle, DRAC du Limousin / Ministère de la culture, 1988 ; 120p.
- Michel Penicaut, La cathédrale de Limoges, Éditions latines, 1989, 32 p. (lire en ligne)
- Dany Sandron, « Jean Deschamps et la cathédrale de Limoges », dans Bulletin monumental, 1990, tome 148, no 4, p. 436-437 (lire en ligne)
- Claude Andrault-Schmitt, « Les premiers clochers-porches limousins (Êvaux, Lesterps, Limoges) et leur filiation au XIIe siècle », Cahiers de civilisation médiévale, nos 135-136 « La façade romane. Actes du Colloque international organisé par le Centre d'études supérieures de civilisation médiévale. Poitiers, 1990 »,‎ 1991, p. 199-223 (lire en ligne)
- Thierry Soulard, « Le financement du chœur gothique de la cathédrale de Limoges », dans Bulletin de la Société nationale des antiquaires de France - 1995, 1997, p. 76-92 (lire en ligne)
- Claude Andrault-Schmitt, Limousin gothique, Picard Éditeur, Paris,  (ISBN 2-7084-0530-6), 1997; pp. 215–239.
- Lise Boulesteix, « Limoges, cathédrale Saint-Étienne. Lecture archéologique de la crypte romane », Bulletin monumental, Paris, société française d'archéologie « Congrès archéologique de France, 172e session, Haute-Vienne romane et gothique. L'âge d'or de son architecture. 2014 »,‎ 2016, p. 31-42 (ISBN 978-2-901837-61-9, résumé)
- Xavier Lhermite, « Limoges, cathédrale Saint-Étienne. Le clocher : un chef-d'œuvre méconnu », dans Congrès archéologique de France, 172e session, Haute-Vienne romane et gothique. L'âge d'or de son architecture. 2014, Société française d'archéologie, 2016, p. 43-56,  (ISBN 978-2-901837-61-9)
- Yves Gallet, « Limoges, cathédrale Saint-Étienne. Le chevet rayonnant et le problème du gothique méridional », Bulletin monumental, Paris, société française d'archéologie « Congrès archéologique de France, 172e session, Haute-Vienne romane et gothique. L'âge d'or de son architecture. 2014 »,‎ 2016, p. 57-76 (ISBN 978-2-901837-61-9, lire en ligne)
- Claude Andrault-Schmitt, « Limoges, cathédrale Saint-Étienne. Les tombeaux monumentaux (1322-1349) », Bulletin monumental, Paris, société française d'archéologie « Congrès archéologique de France, 172e session, Haute-Vienne romane et gothique. L'âge d'or de son architecture. 2014 »,‎ 2016, p. 77-94 (ISBN 978-2-901837-61-9, résumé)
- Étienne Hamon, « Limoges, cathédrale Saint-Étienne. La façade nord du transept », Bulletin monumental, Paris, société française d'archéologie « Congrès archéologique de France, 172e session, Haute-Vienne romane et gothique. L'âge d'or de son architecture. 2014 »,‎ 2016, p. 95-111 (ISBN 978-2-901837-61-9, lire en ligne)
- P. François Renard, Fascinante Cathédrale Saint-Étienne de Limoges, Les Ardents Éditeurs, 2018.  (ISBN 978-2-917032-90-9).
- Lise Boulesteix, « Limoges – Cathédrale Saint-Étienne : sondage (2015) », Archéologie de la France - Informations,‎ 2015 (ISSN 2114-0502, lire en ligne)

### Vitraux
- Abbé Jacques Texier, « Histoire de la peinture sur verre en Limousin », dans Bulletin de la Société archéologique et historique du Limousin, 1846, tome 1, p. 86 (lire en ligne)
- « Réparations aux vitraux de la cathédrale », dans Bulletin de la Société archéologique et historique du Limousin, 1849, tome 3, p. 154 (lire en ligne)
- Ferdinand de Lasteyrie, Histoire de la peinture sur verre d'après ses monuments en France, imprimerie de Firmin-Didot frères, fils et Cie, Paris, 1853, tome 1, Textes, p. 49, 272 (lire en ligne), tome 2, Planches, pl. XLIII
- Albert de Labrouhe de Laborderie, « Les Vitraux anciens du Département de la Haute-Vienne », dans Bulletin de la Société archéologique et historique du Limousin, 1937, tome 77, p. 336-340 (lire en ligne)
- Françoise Gatouillat, Michel Hérold, Les vitraux d'Auvergne et du Limousin, Presses universitaires de Rennes (Corpus vitrearum France. Recensement IX), Rennes, 2011 , p. 266-288,  (ISBN 978-2-7535-1381-5)

### Orgues
- François Dupoux, Les grandes orgues de la cathédrale de Limoges, ASSECARM, 1988 ; 30p.